# Borgward Isabella
Die Borgward Isabella ist ein Pkw der Mittelklasse, den die Carl F. W. Borgward G.m.b.H. in Bremen-Sebaldsbrück von 1954 bis 1961 baute. Das serienmäßig ausschließlich zweitürig oder als Kombi dreitürig angebotene Fahrzeug war das erfolgreichste Modell der Borgward-Gruppe. Ab dem 10. Juni 1954 wurde es zunächst unter dem Namen „Hansa 1500“ produziert.
Der spätere Name „Isabella“ war nicht das Ergebnis von Marktuntersuchungen, sondern eine spontane Eingebung von Carl F. W. Borgward selbst. Gefragt, was man auf die noch streng geheimen Vorserienmodelle schreiben solle, wenn sie Probefahrten im öffentlichen Verkehr machen, soll Borgward geantwortet haben: „Das ist mir egal; schreibt meinetwegen Isabella drauf.“  Ab 1957 war der ursprüngliche Tarnname im Borgward-Rhombus des Kühlergrills zu lesen. Das US-Unternehmen BorgWarner beanstandete Anfang 1958, dass die Spitze des Rhombus – Borgwards Markenzeichen – den Firmennamen auf der Motorhaube in Borg und ward trennte und eine Verwechslung mit seinem Namen bewirken könnte. Es drohte deshalb mit einer Klage, woraufhin der Rhombus bei den Isabella-Modellen ab Mitte 1958 verkleinert und damit die optische Trennung des Firmennamens vermieden wurde.
Die moderne Konzeption und die gefällige Erscheinung des Hansa 1500 (Isabella) wurden bei der Vorstellung 1954 enthusiastisch begrüßt. Der Wagen traf den Publikumsgeschmack und war vom ersten Tag an ein Verkaufserfolg. Nach einer Entwicklungszeit von nur zehn Monaten war das Modell anfangs mit zahlreichen kleinen Mängeln behaftet, die jedoch nach und nach abgestellt wurden.

## Konzeption der Isabella
Die Isabella war eine Neukonstruktion, die technisch wenig und äußerlich keine Gemeinsamkeit mit dem Vorgängermodell Hansa 1500/1800 hatte. Carl F. W. Borgward selbst hatte die Karosserie entworfen und Plastilinmodelle im Maßstab 1 : 5 angefertigt. Für die weitere Entwicklung waren Walter Dziggel, Hermann Lünsmann und Hermann Böse verantwortlich. Die neue selbsttragende Karosserie mit Auswölbungen an den Radausschnitten, betonten Türschwellern und einer seitlichen Chromzierleiste war nicht mehr so streng wie die glatte Pontonkarosserie des vorher gebauten Borgward Hansa 1500, der 1949 als erstes nach dem Krieg neu konstruiertes deutsches Auto eingeführt worden war, und sie war geringfügig leichter. Auch sonst unterschied sich die Isabella von ihrem Vorgänger. Das Fahrwerk hatte keine Blattfedern mehr und der Motor ein kleineres Hubverhältnis (1,13 statt 1,28) und höhere Verdichtung (7 statt 6,3).
Die Vorderräder der Isabella sind an Doppelquerlenkern mit Schraubenfedern und Stabilisator aufgehängt (wie beim Rennsportwagen Borgward RS). Motor und Vorderachse sitzen auf einem Hilfsrahmen. Hinten hat sie eine Pendelachse mit Schubstreben und Schraubenfedern.
Der Vierzylinder-Reihenmotor mit dreifach gelagerter Kurbelwelle und parallel hängenden Ventilen hat eine seitliche Nockenwelle, die über ein Stirnradgetriebe mit Zahnrad aus gewebeverstärktem Phenolharz (Novotex) angetrieben wird. Das Ansaugrohr ist Teil des Zylinderkopfes; der Vergaser ist auf dem Ventildeckel angeflanscht. Neu war damals die hydraulisch betätigte Kupplung. Das Vierganggetriebe mit Lenkradschaltung ist voll synchronisiert.
Die Isabella war mit 7.265,00 DM teurer als der Opel Rekord oder der Ford 12 M, aber günstiger als ein Mercedes 180. Im ersten Produktionsjahr stellte Borgward 11.150 Isabellas her.

Isabella Limousine
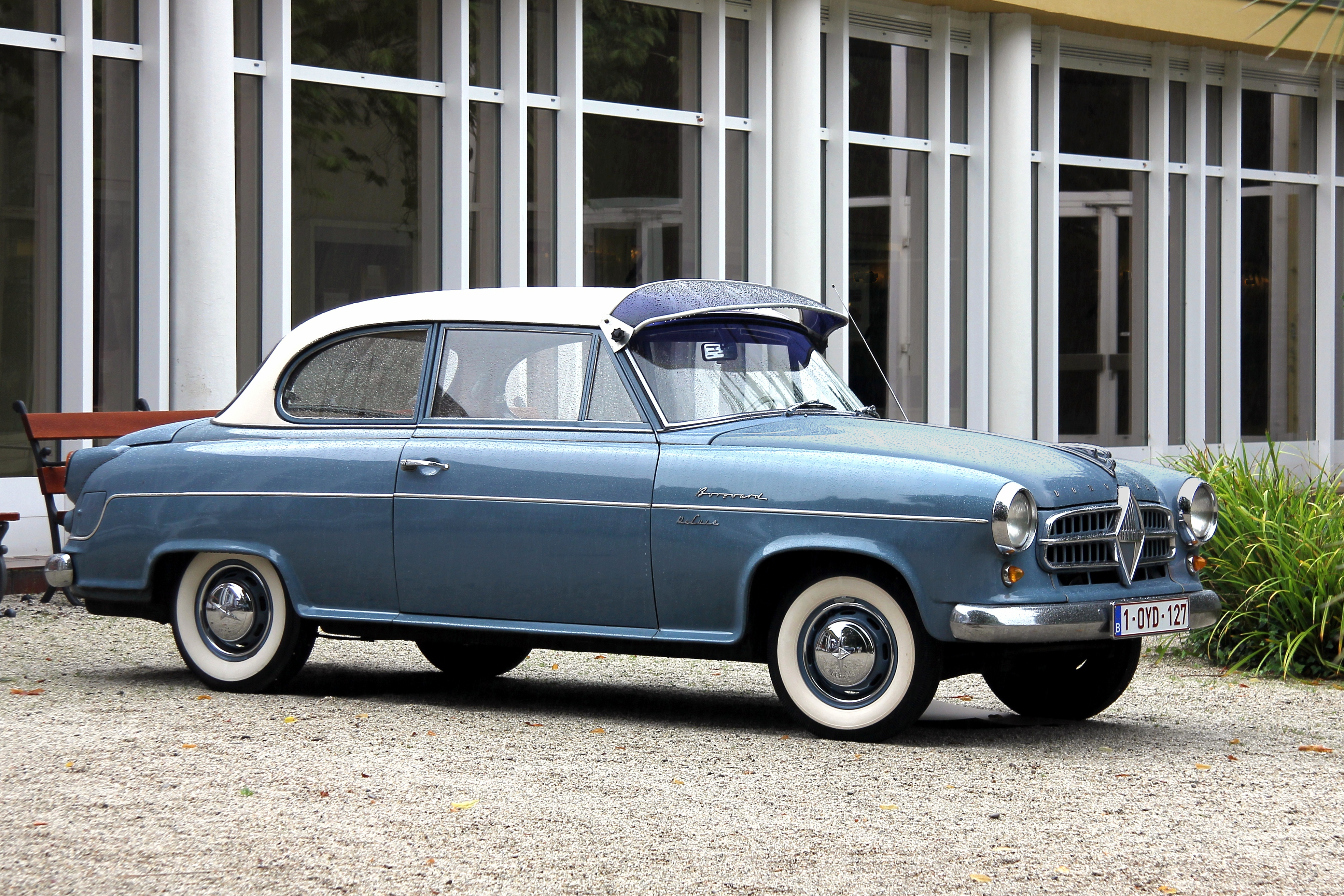
„Hansa 1500“ (1954–1956)
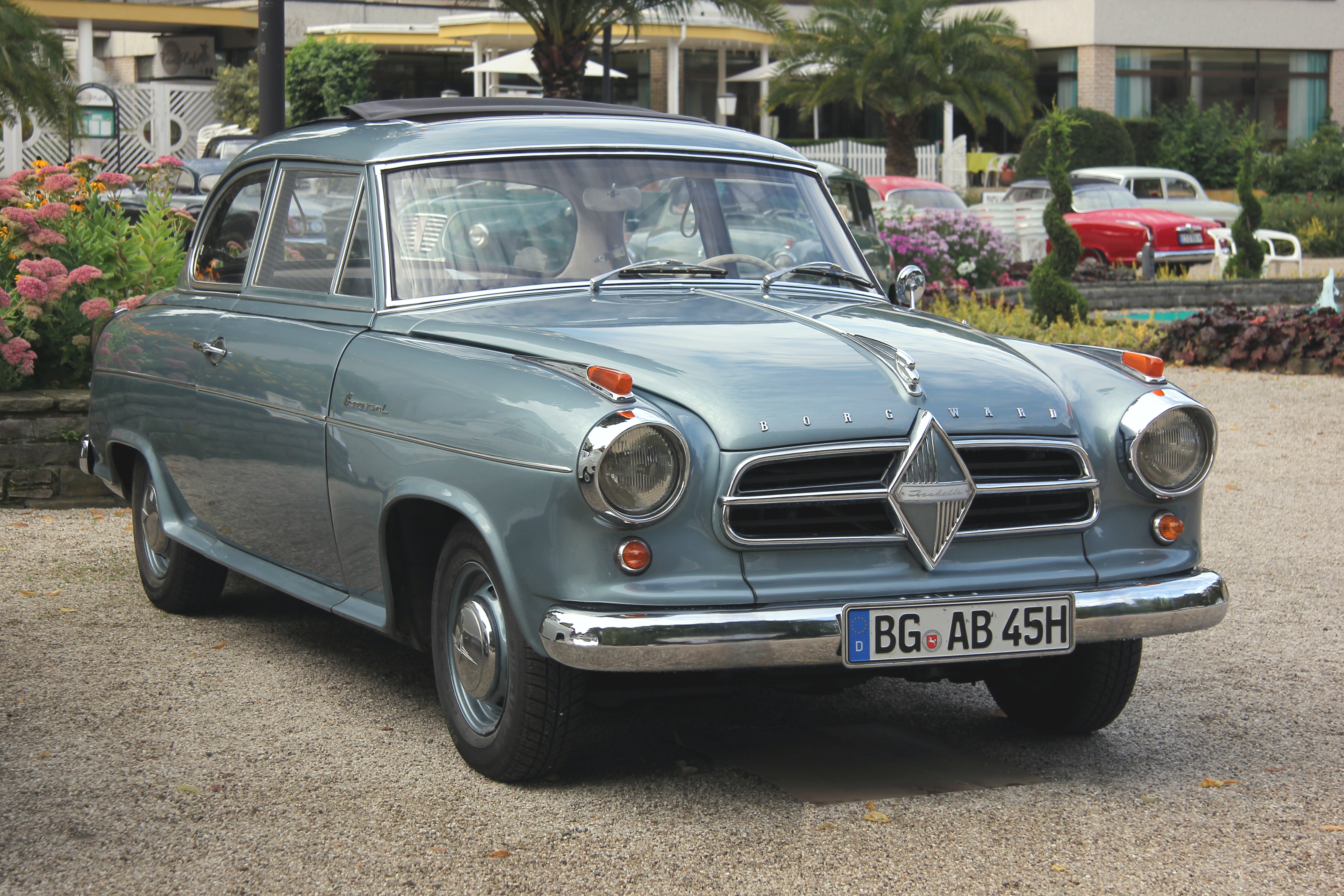
Borgward Isabella Limousine (1957)
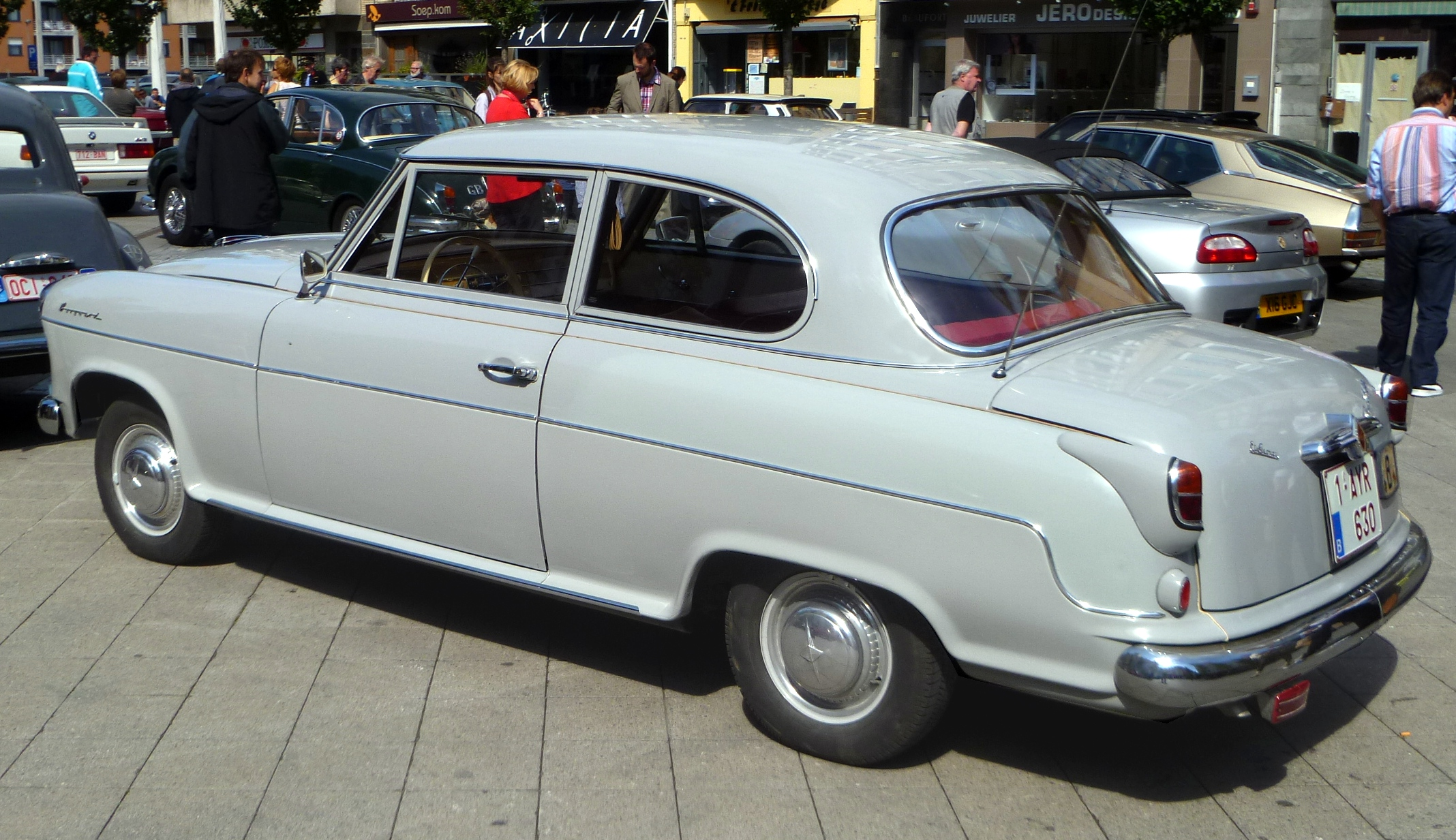
Heck bis August 1958
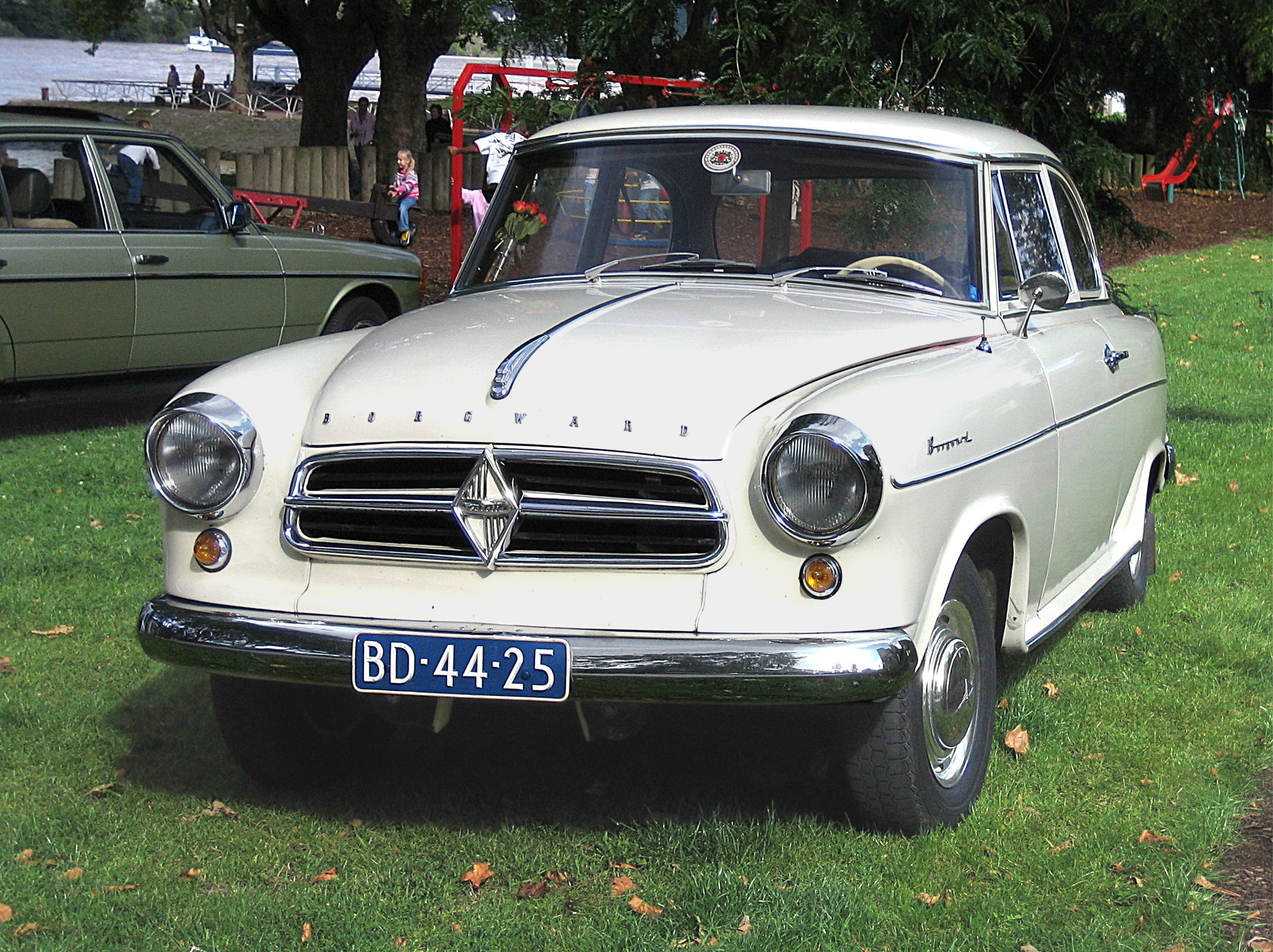
Borgward Isabella Limousine (1959/1960)
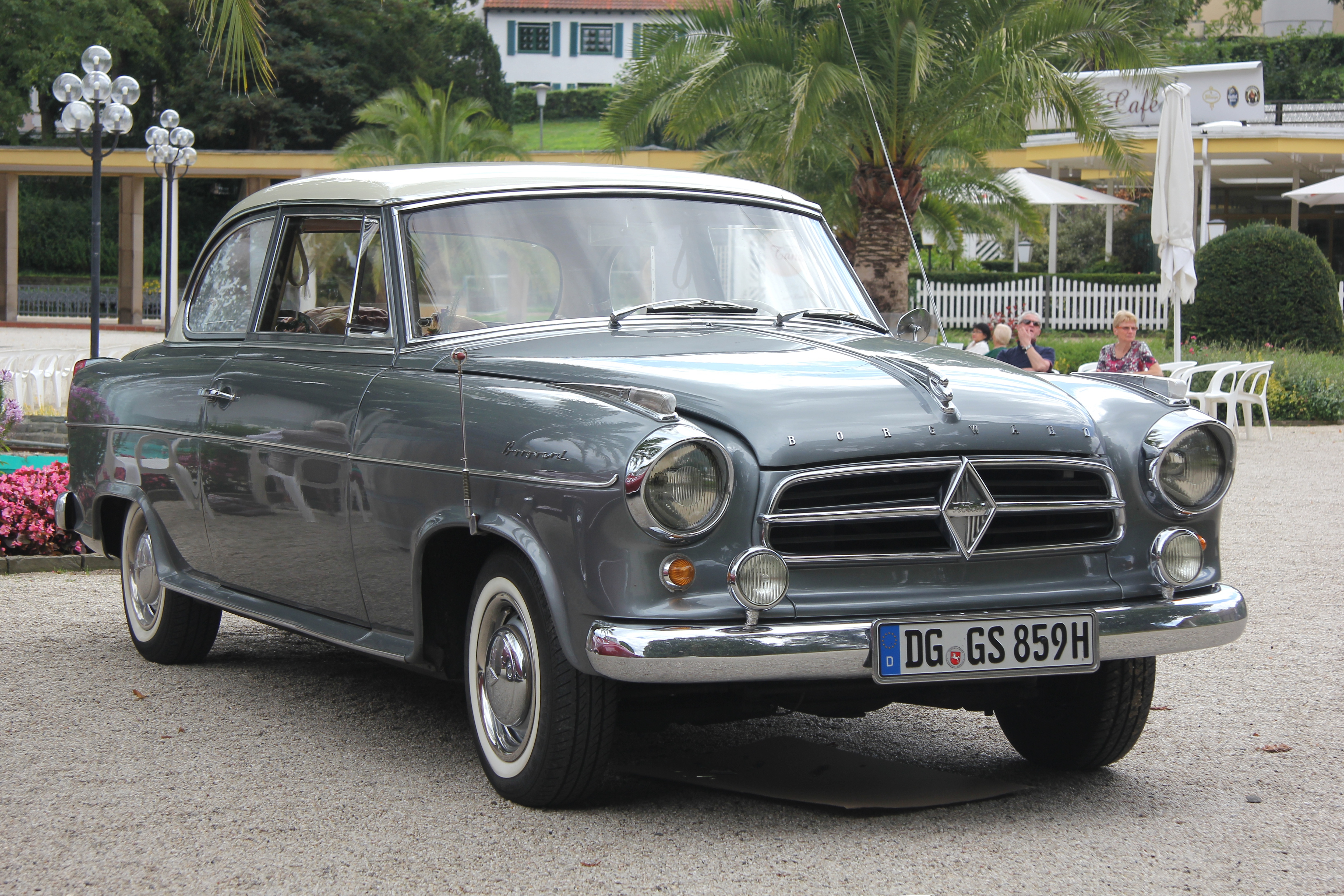
Isabella TS 1959
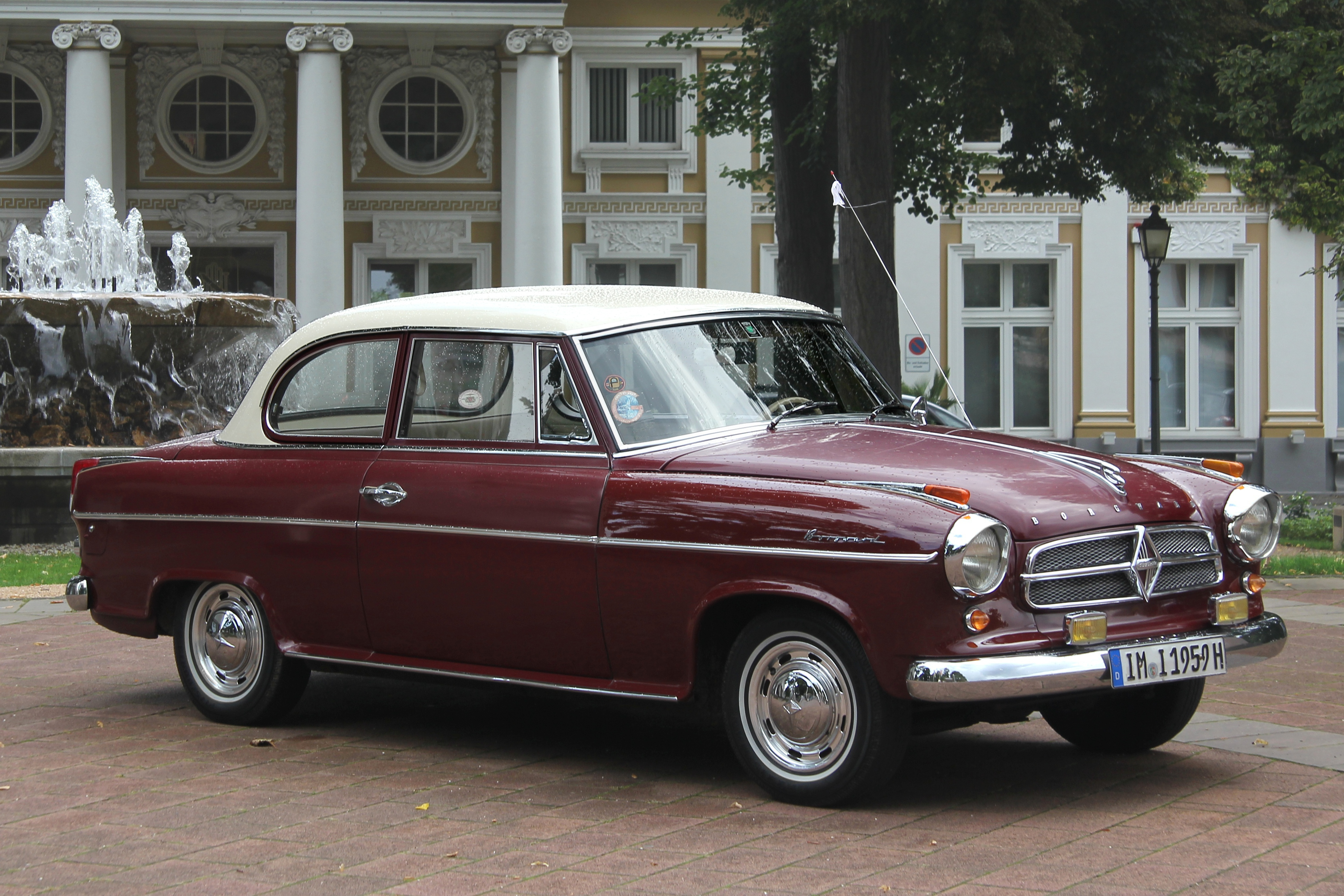
1959 mit Netz im Kühlergrill
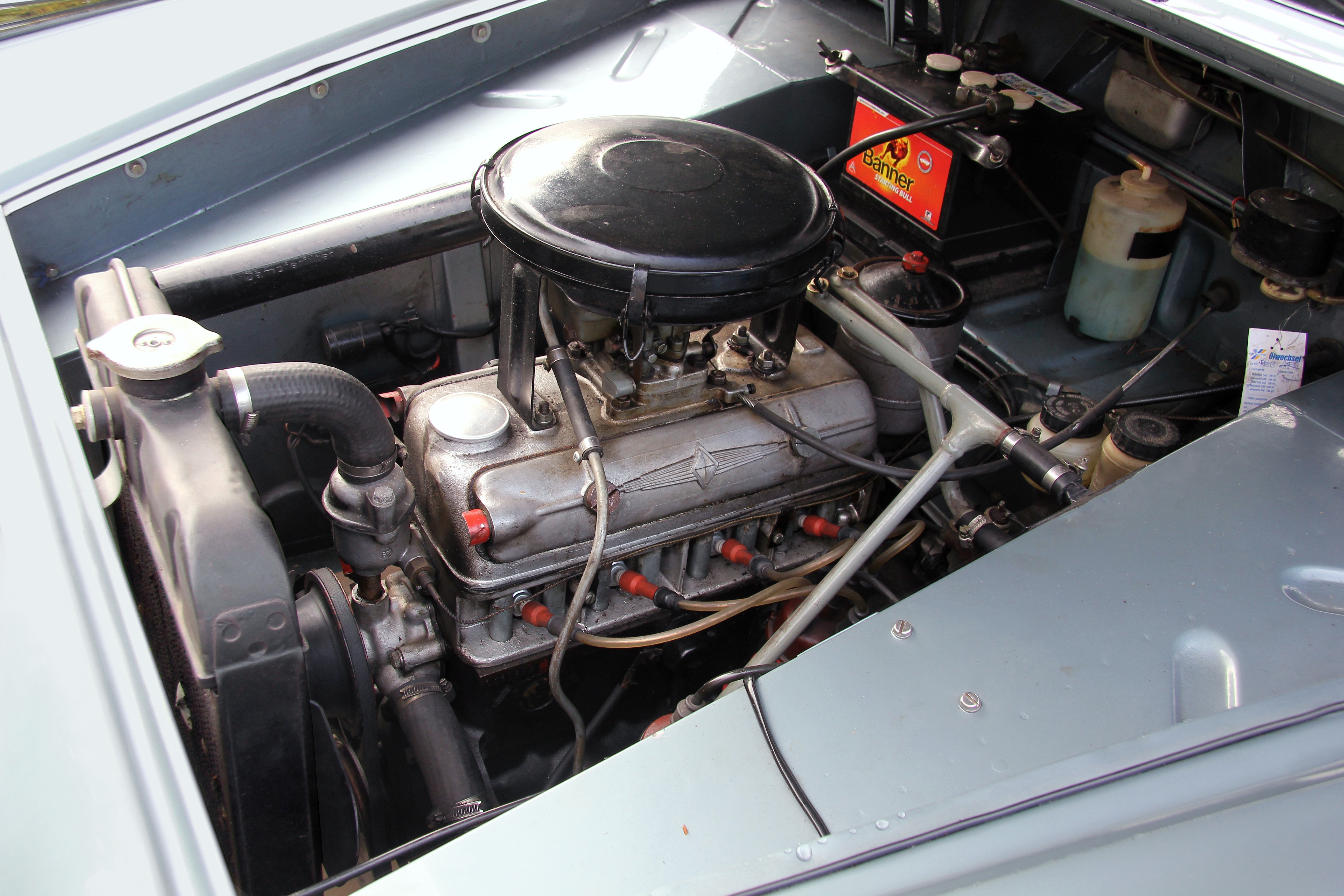
Motorraum
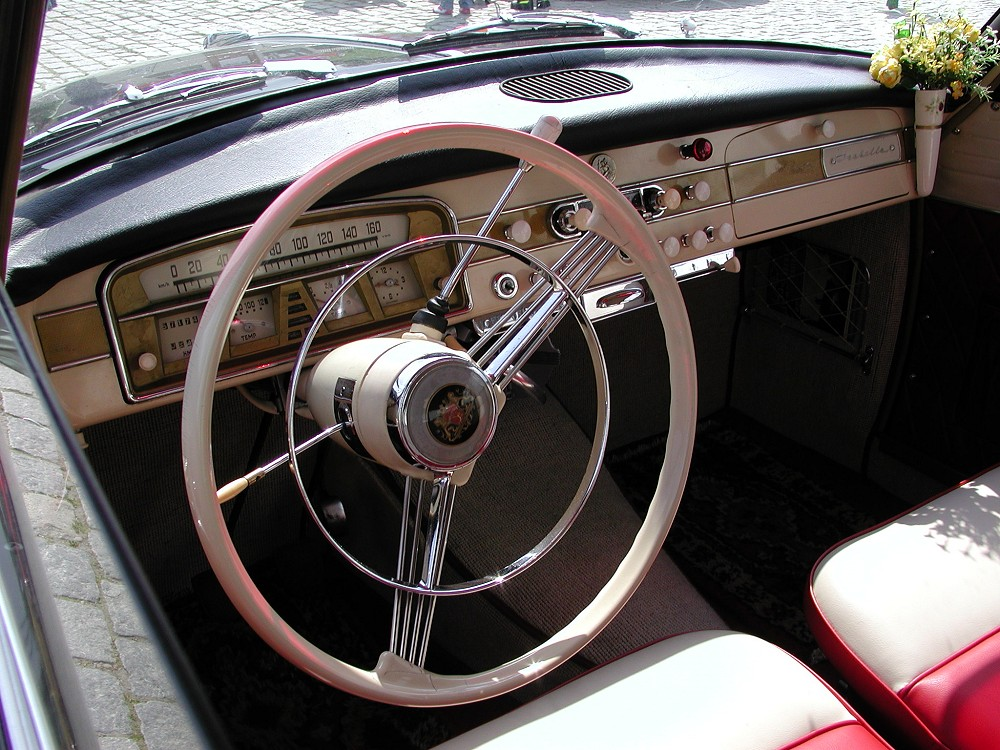
Borgward Isabella TS Deluxe (Innenansicht)

## Weiterentwicklung und Varianten der Isabella

### Kombi und Cabriolet
Im Herbst 1955 wurden der zweitürigen Limousine ein dreitüriger Kombi und ein Cabriolet zur Seite gestellt. Außerdem wurde die Isabella TS mit mehr Motorleistung (55 kW = 75 PS statt 44 kW = 60 PS) auf den Markt gebracht. Äußerlich zu erkennen war das TS-Modell an dem entsprechenden Schriftzug am Heck und an Parkleuchten auf den vorderen Kotflügeln. Die hintere Tür des Kombis („combi“) war in der ersten Ausführung links angeschlagen. Sie erwies sich jedoch als unpraktisch und wurde im Laufe der Bauzeit in eine oben angeschlagene Heckklappe geändert.
Zum Modelljahr 1957 entfielen im Dezember 1956 die Kühlschlitze unter dem Kühlergrill und der Schriftzug „Hansa 1500“ im Rhombus wurde durch „Isabella“ ersetzt. Zum Modelljahr 1958 erhielt der Wagen ein Armaturenbrett mit modischem Bandtachometer, das die kleinen Rundinstrumente der ersten Generation ersetzte. Zum Modelljahr 1959 wurden im August 1958 der Rhombus verkleinert, die seitliche Chromleiste gerade ausgeführt statt am Heck gewinkelt und die schmaleren gewinkelten Rückleuchten des Hansa 2400 für die Isabella übernommen. Letzte Änderungen vor dem Ende der Produktion waren im Januar 1961 ein neues Armaturenbrett – wieder mit Rundinstrumenten – und ein Ziergitter hinter der Kühleröffnung.
Das Cabriolet gestaltete Johannes Beeskow, der schon ein Coupé auf Basis des Borgward Hansa 1500 entworfen hatte. Gebaut wurde es bei der Karl Deutsch GmbH in Köln. Schwierigkeiten bereitete die ohne Dach geringe Steifigkeit der selbsttragenden Karosserie. Entsprechend umfangreich und teuer waren die Eingriffe in die ursprüngliche Konstruktion. 9.950,00 DM kostete das Cabriolet.
Der Kombi kostete 7.565,00 DM.

Isabella „combi“ und Cabriolet
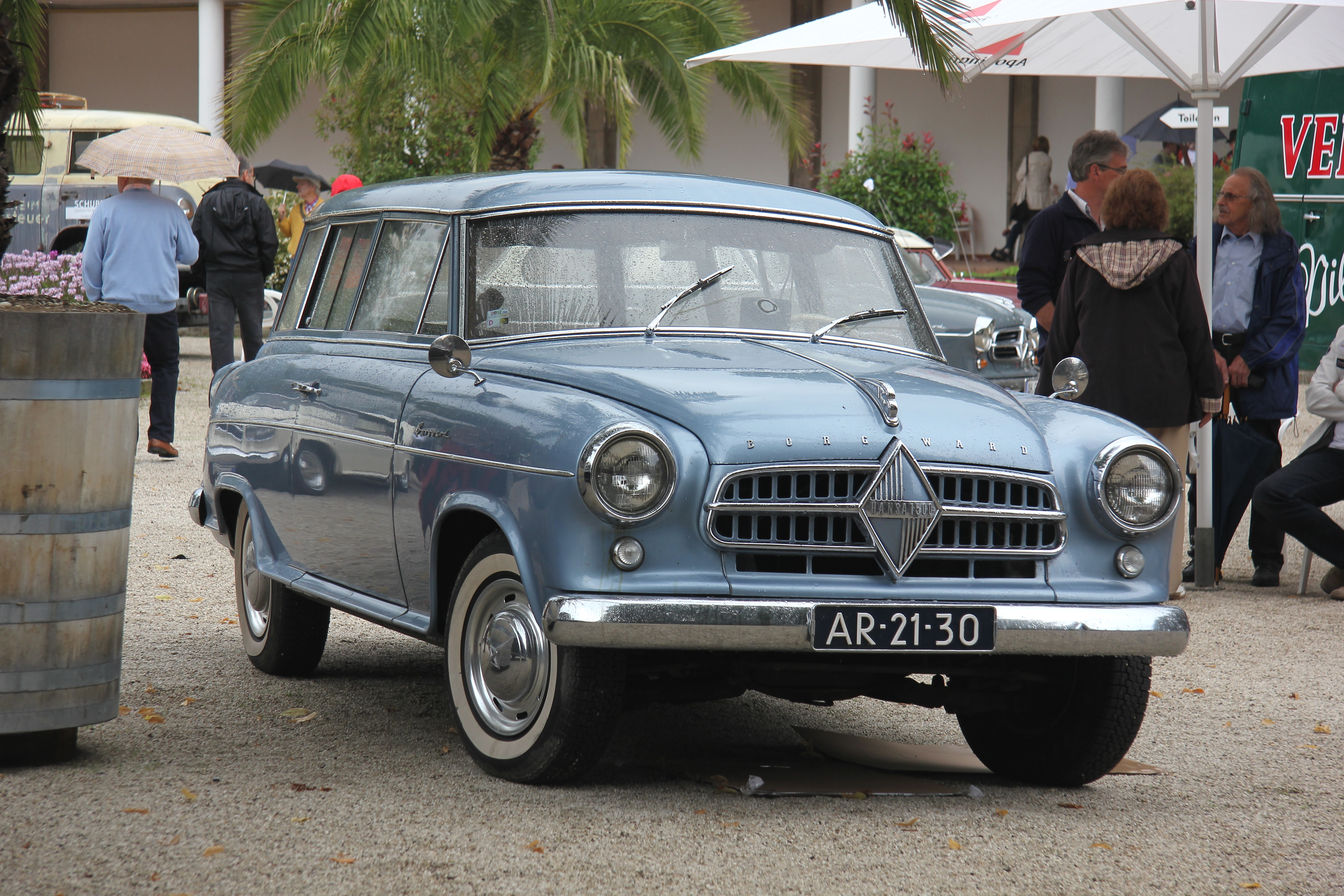
Isabella combi der ersten Serie
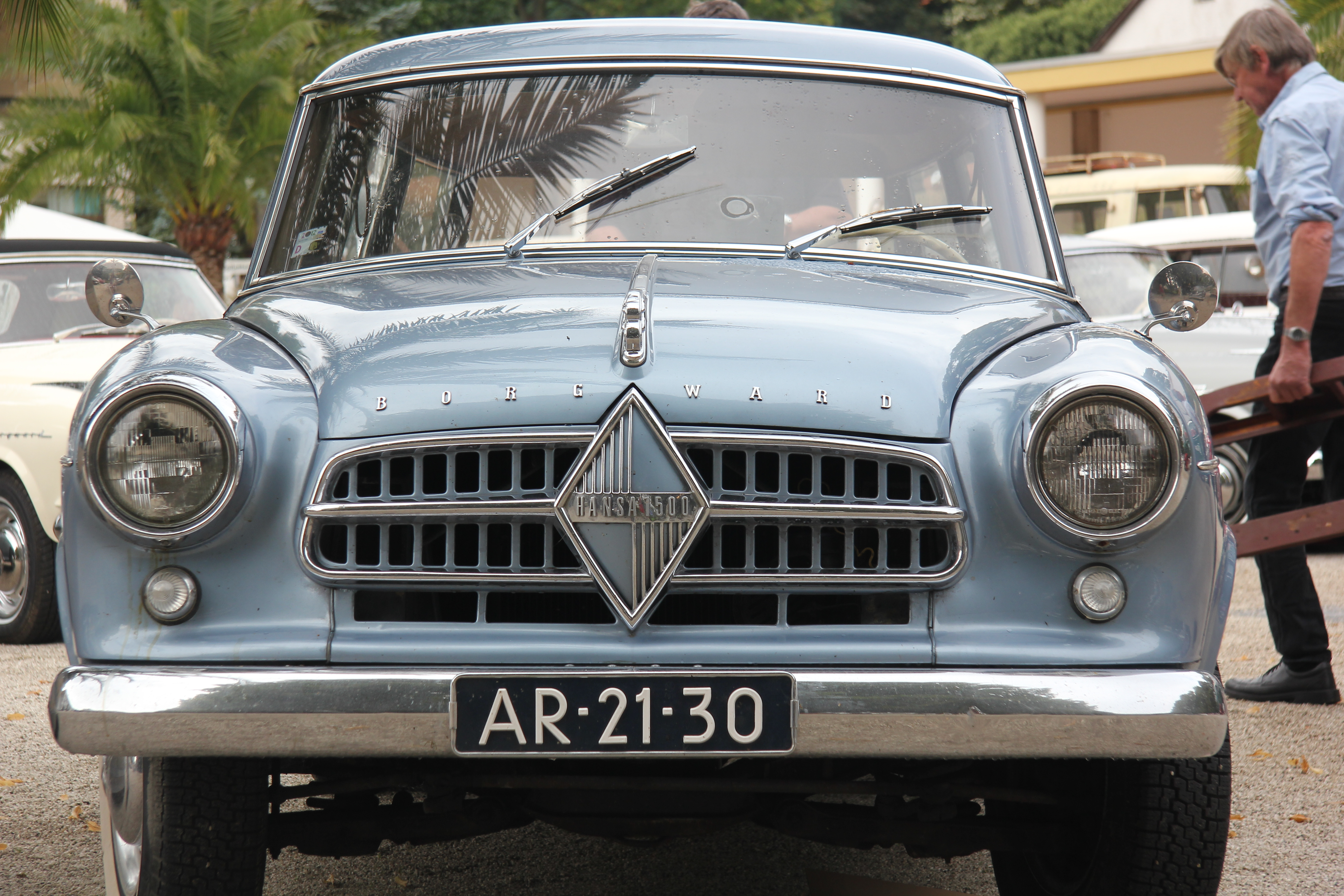
Lüftungsschlitze unter dem Kühlergrill bis Dezember 1956
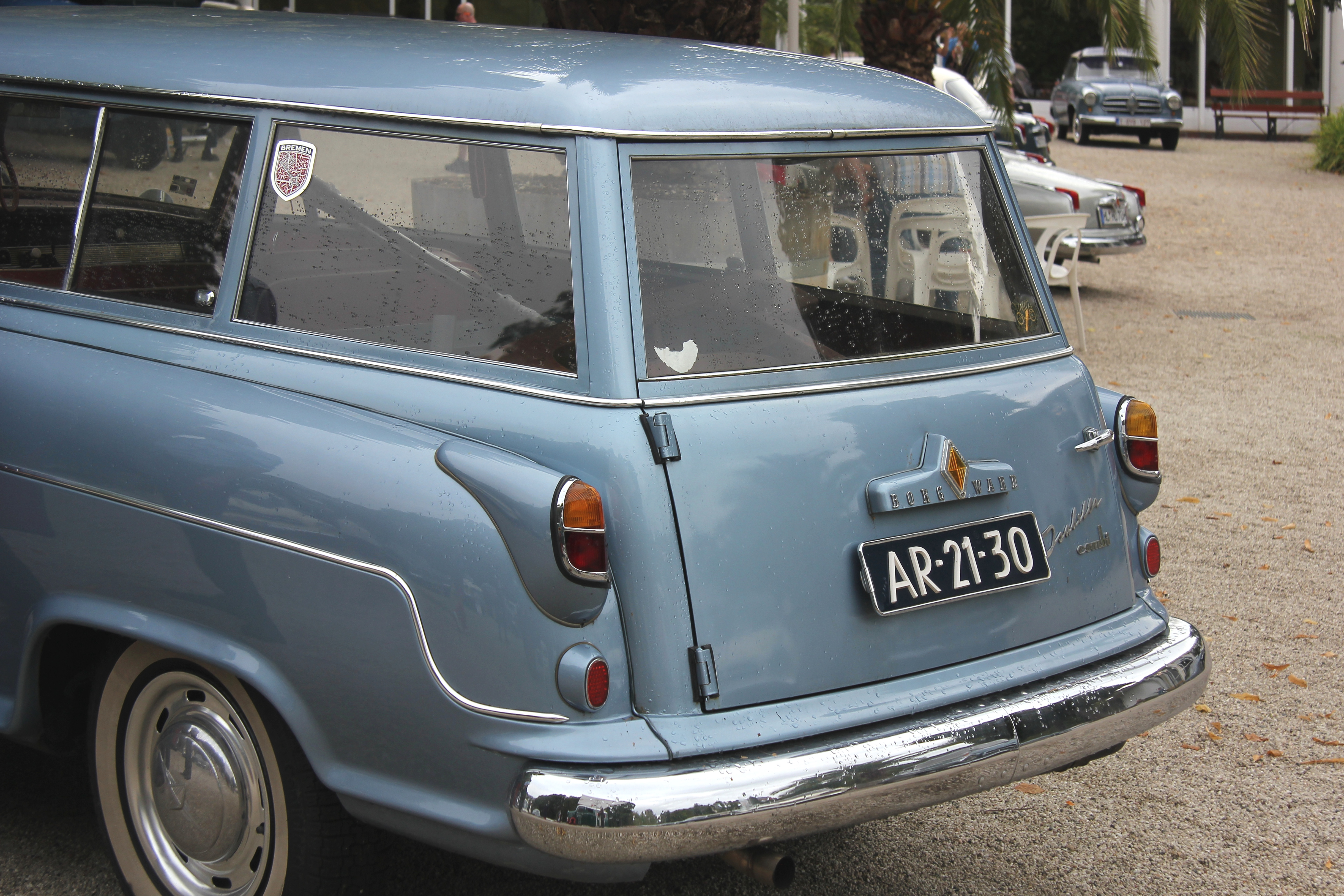
Seitlich angeschlagene Tür und rundliche Rücklichter
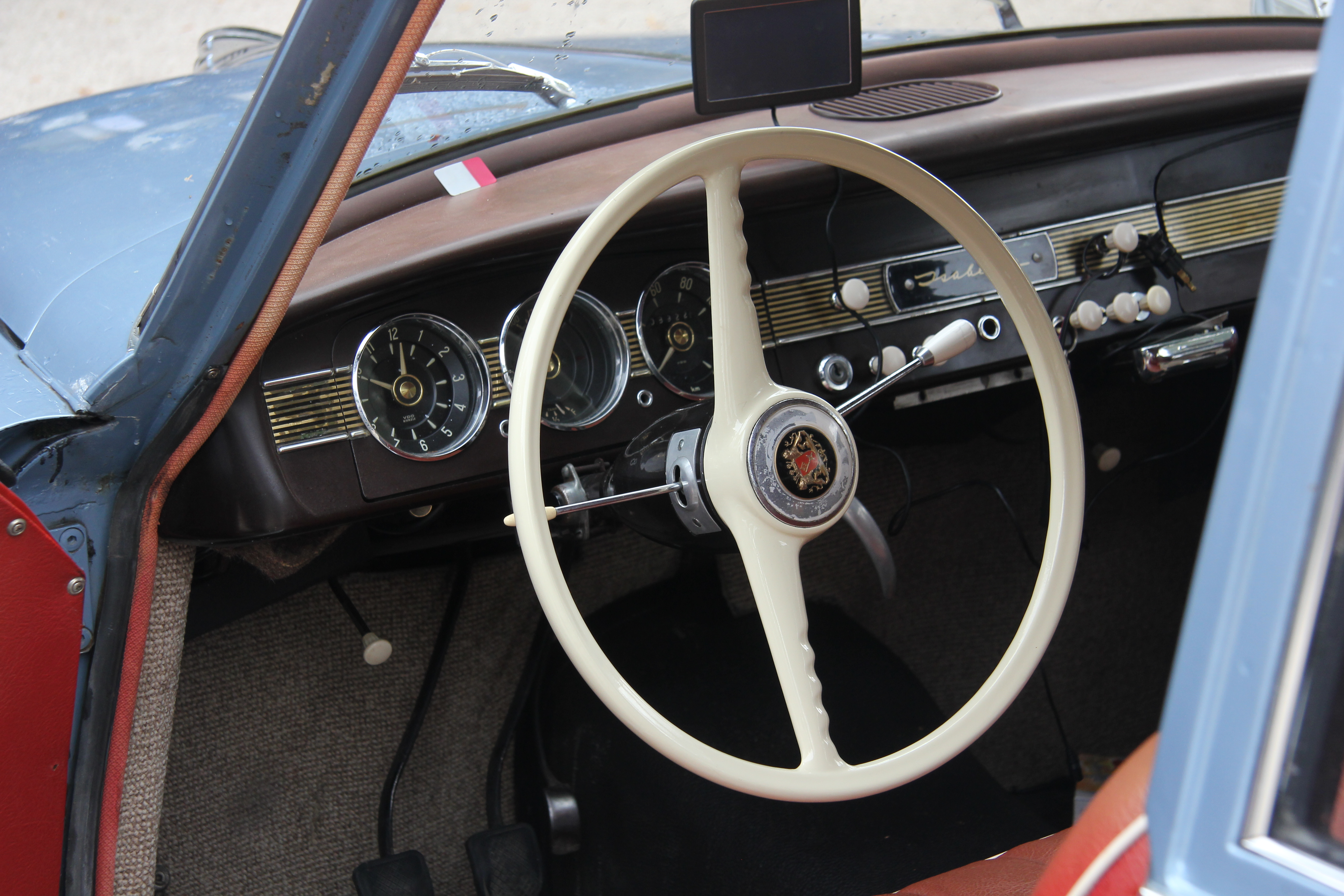
Armaturenbrett anfangs mit Rundinstrumenten
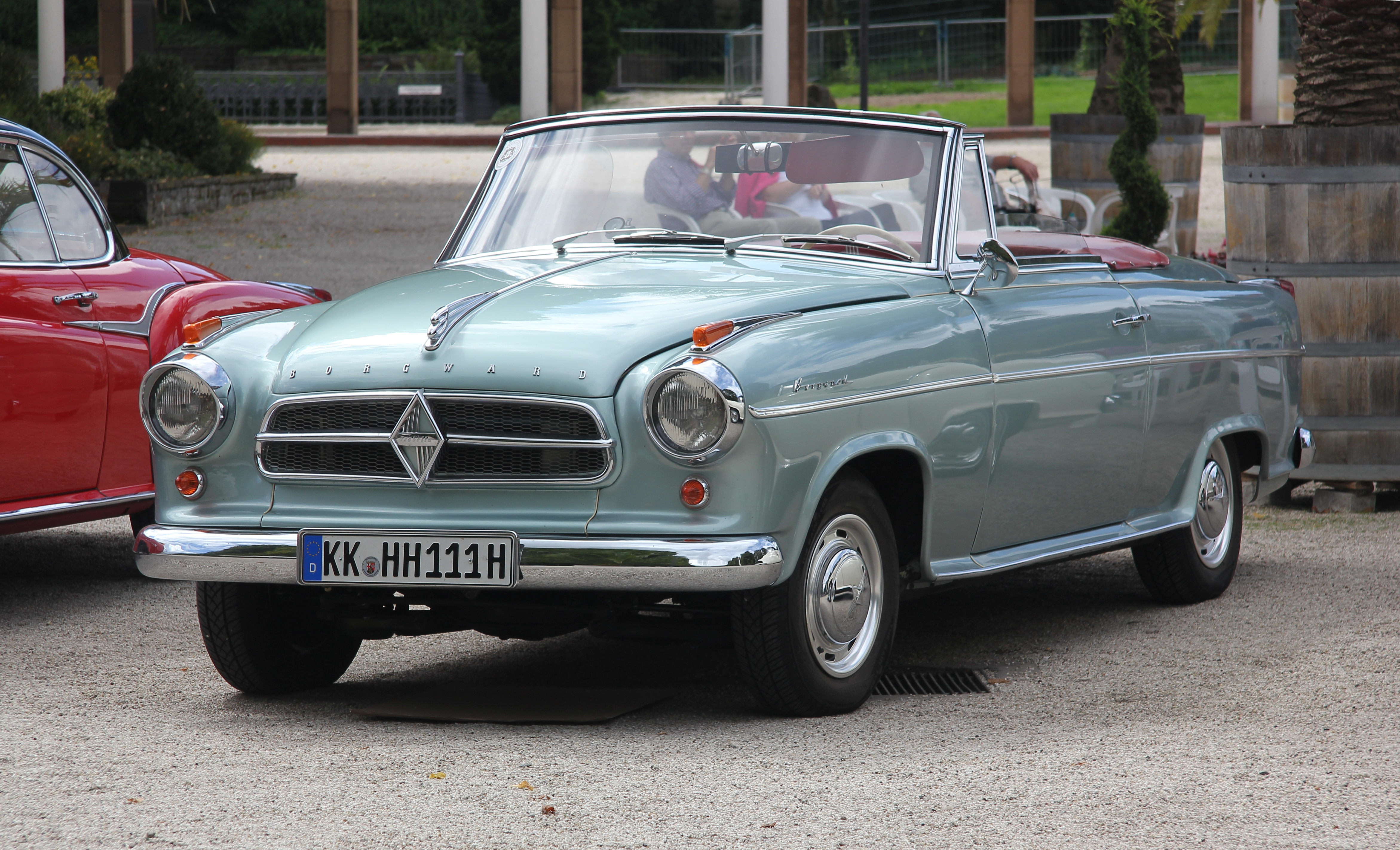
Cabriolet von Deutsch
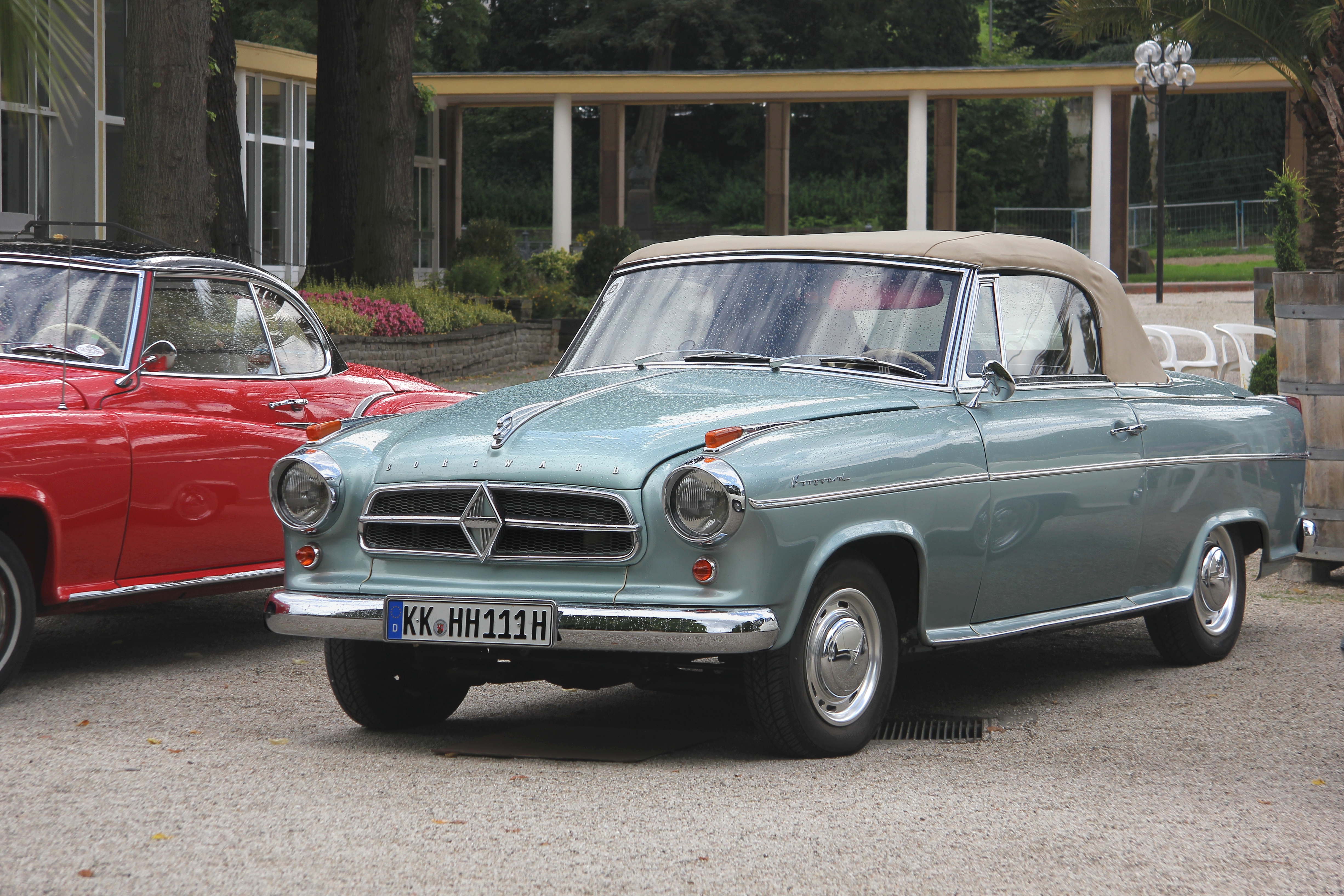
Späte TS-Version
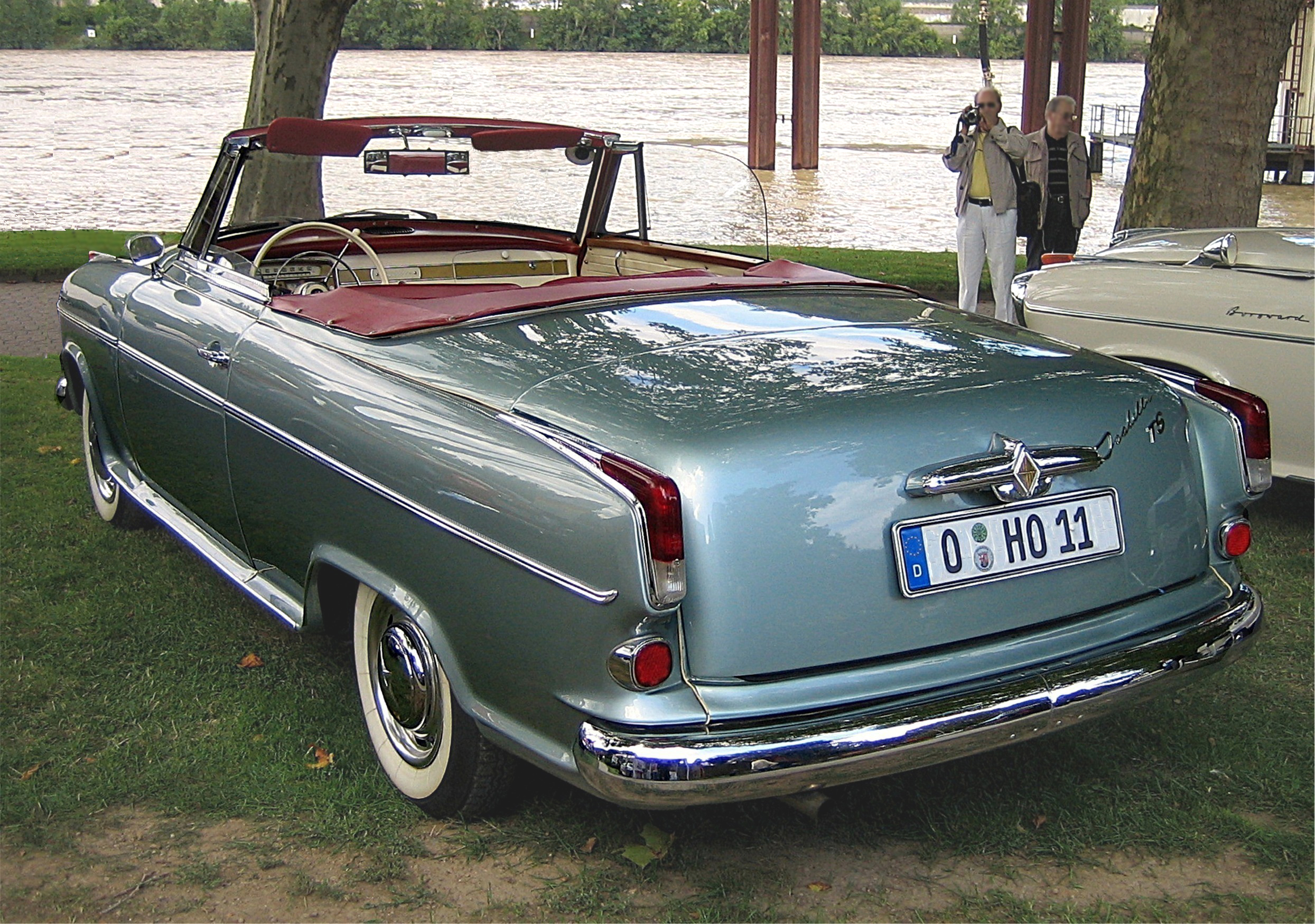
Schmale Heckleuchten ab 08.1958
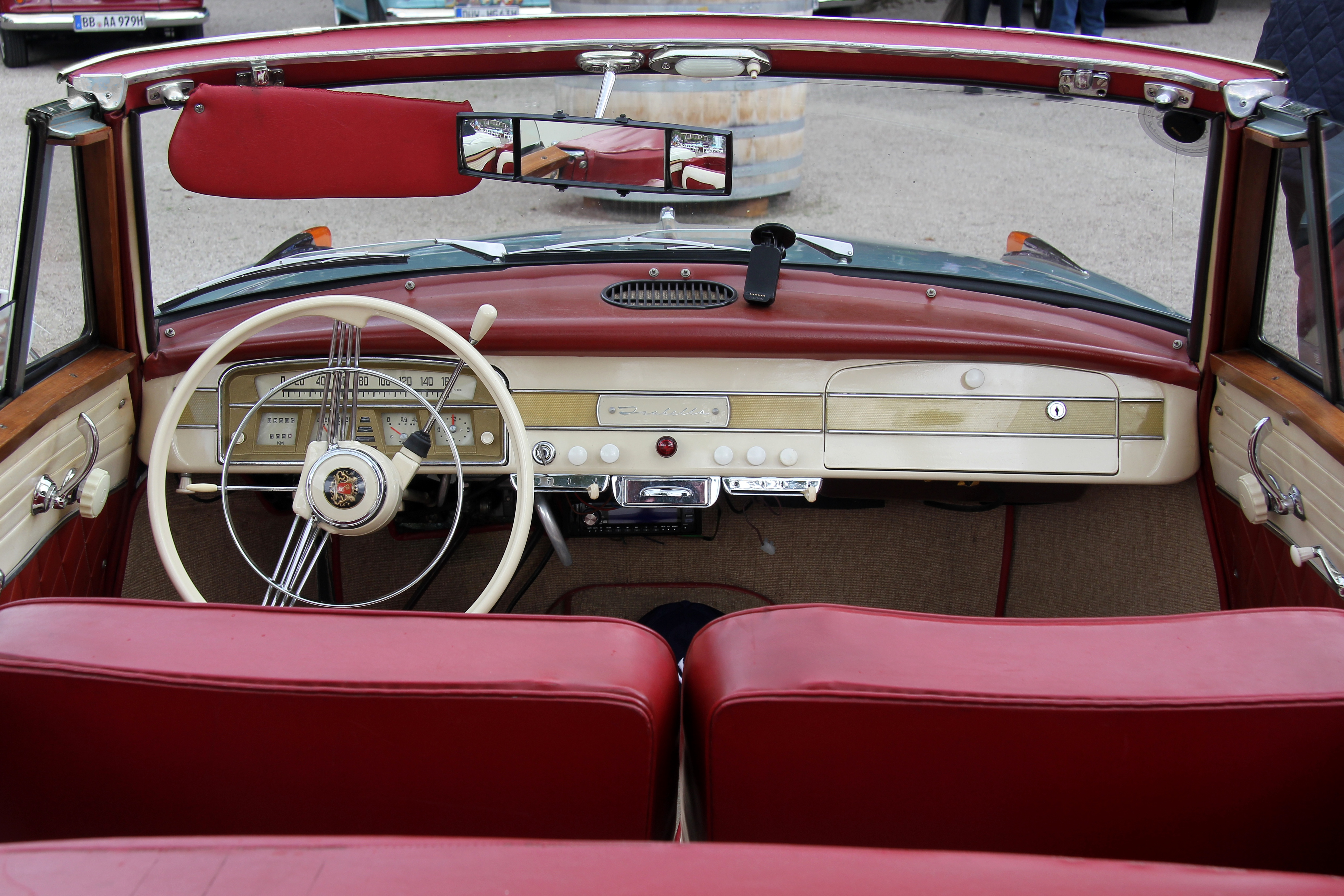
Bandtachometer

### Borgward Isabella Coupé
Als 1956 der Absatz der Isabella gegenüber 1955 um fast ein Drittel zurückgegangen war, entschloss sich Carl Borgward, ein „schönes Auto“ mit verkürztem Dach zu bauen. Daraufhin entstand das Borgward Isabella Coupé, von dem zunächst vier Prototypen in die Öffentlichkeit gelangten und das Interesse der Presse weckten. Einen dieser handgefertigten Prototypen schenkte Borgward zu Weihnachten 1956 seiner Frau Elisabeth, die ihn bis in die 1980er-Jahre fuhr. Die Serienfertigung des Coupés (mit dem TS-Motor), von dem etwa 9500 bis maximal 10.000 Stück gebaut wurden, begann im Januar 1957. Durch den kurzen Dachaufbau und die 12 Zentimeter geringere Höhe wirkte der Wagen lang und elegant, obwohl er mit 4,40 m nicht länger als die Limousine war. Der Motor, der das Coupé aus 25 km/h im vierten Gang auf die Höchstgeschwindigkeit von 150 km/h beschleunigte, wurde in Autotests als elastisch und laufruhig herausgestellt.
Karl Deutsch in Köln wandelte auch dieses Modell in ein Cabriolet um, das aber den Schriftzug „Coupé“ am Heck behielt. Die Coupé-Cabriolets kosteten zwischen 15.600 und 17.000 DM.
Auf Wunsch war das Coupé mit den zu seiner Zeit beliebten Heckflossen und darin einbezogenen, gegenüber der Serienausführung größeren Blinkern lieferbar.

Isabella Coupé und „Coupé-Cabriolet“
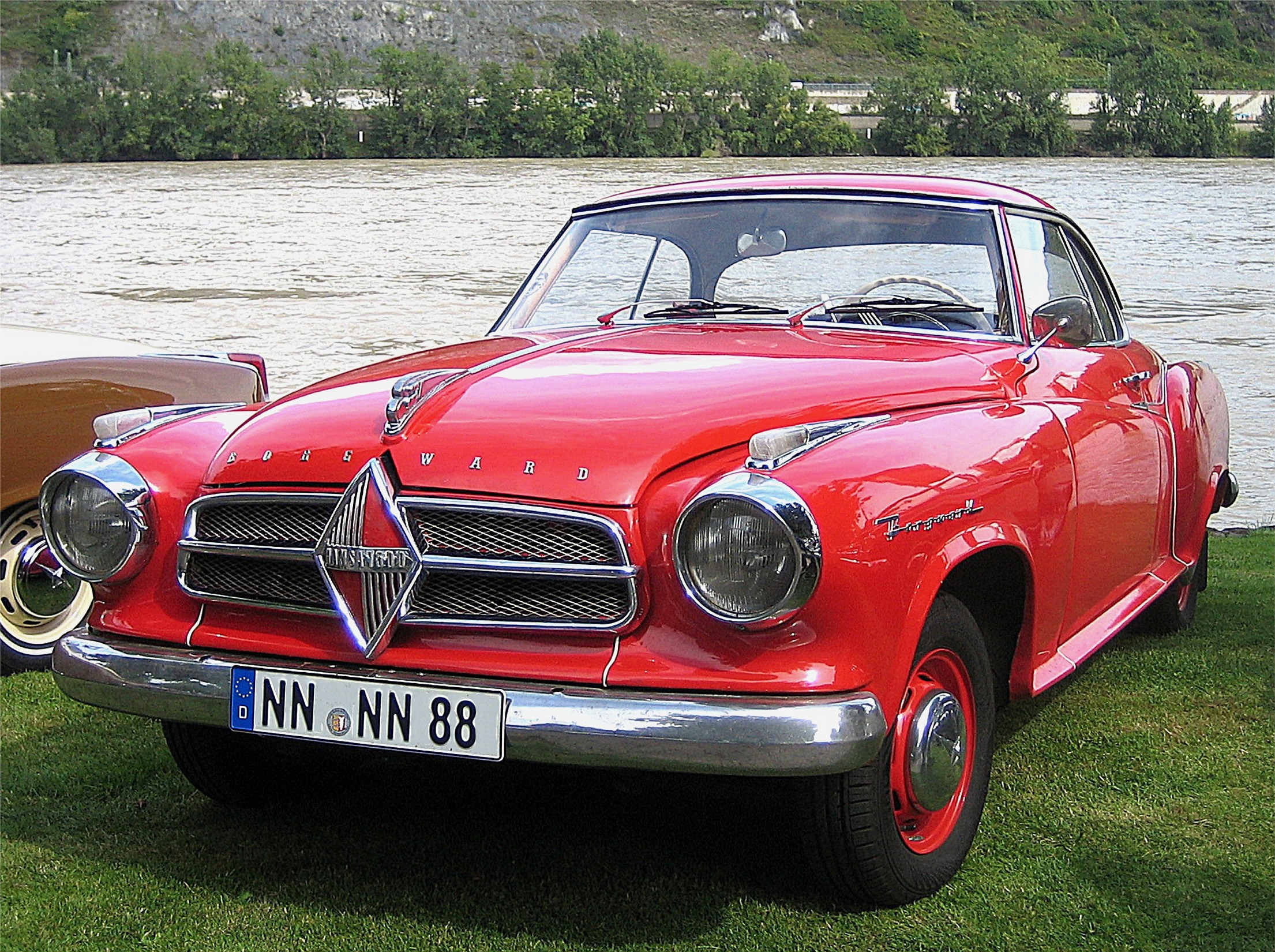
Borgward Isabella Coupé, Baujahr 1957 – eins der ersten
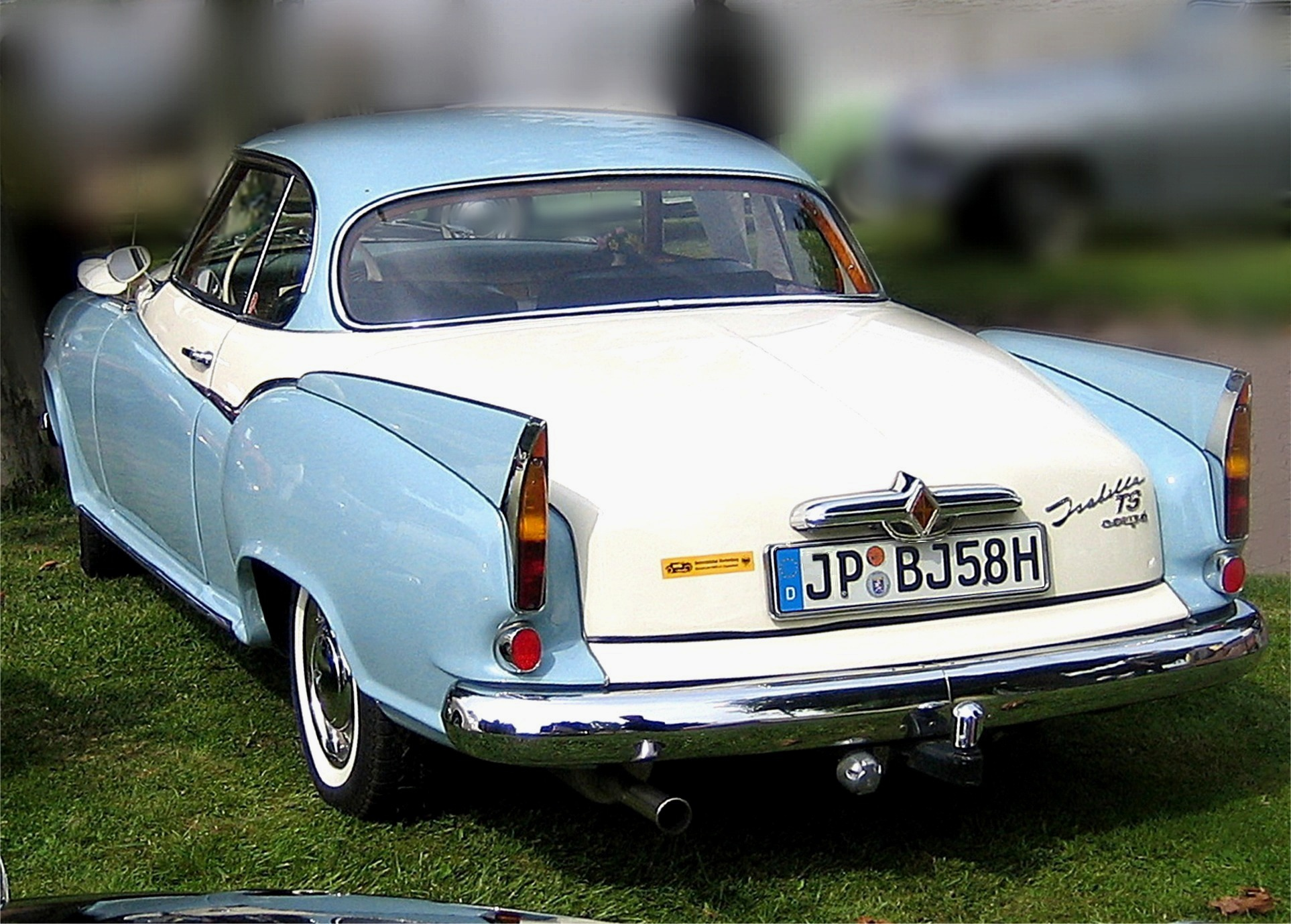
Heckflossen ab 1959 auf Wunsch
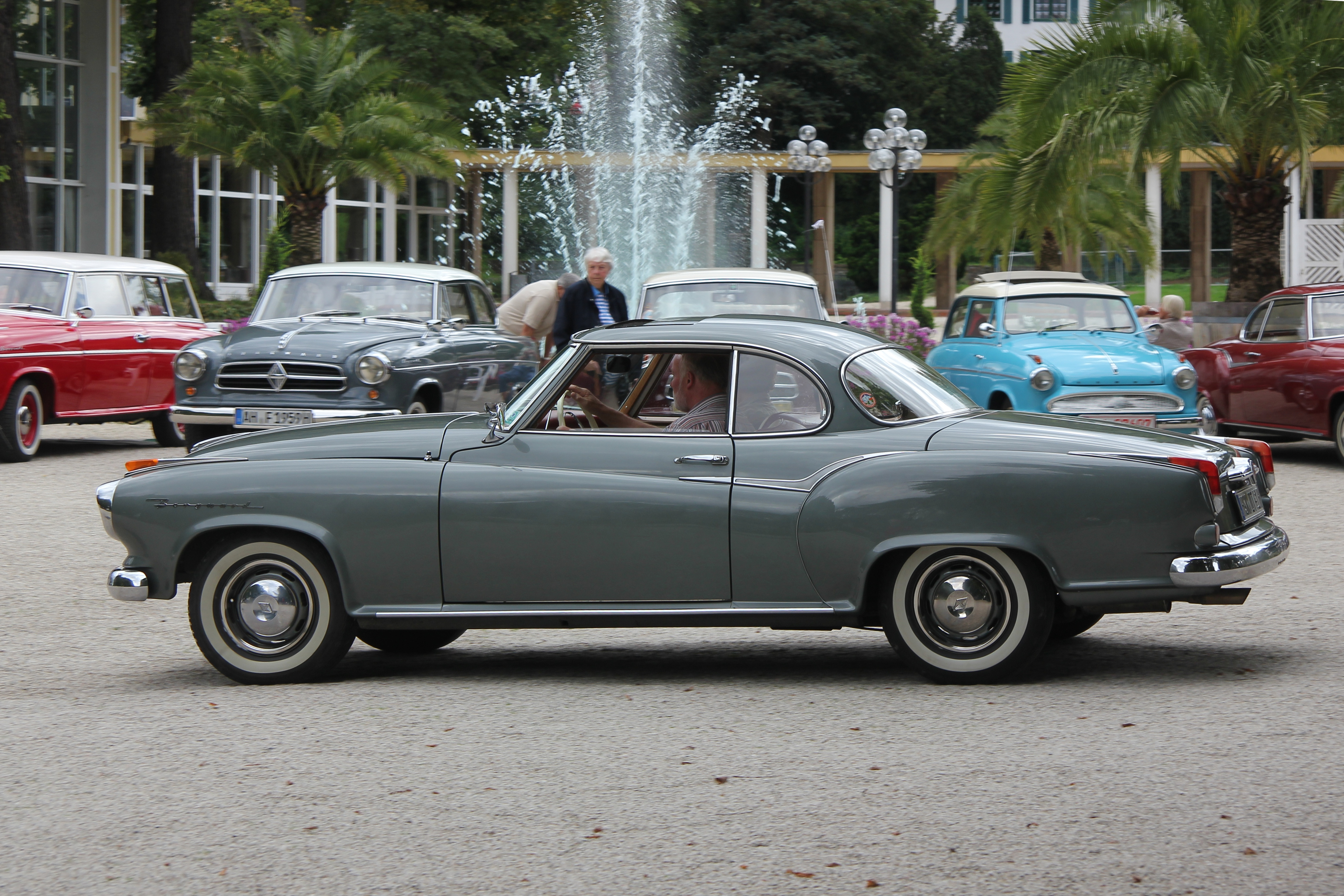
12 Zentimeter niedriger als die Limousine
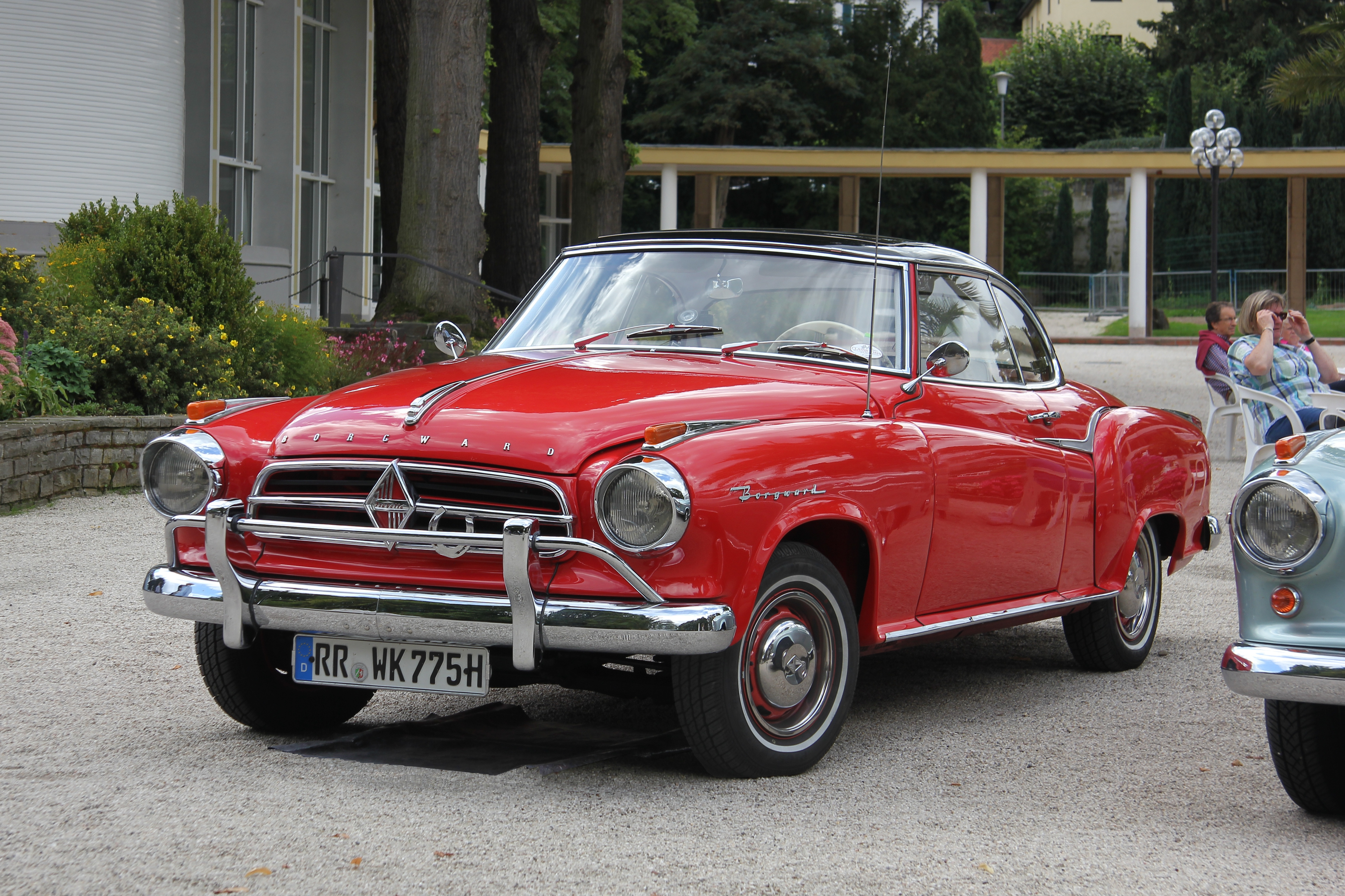
Mit „Rammstoßstangen“
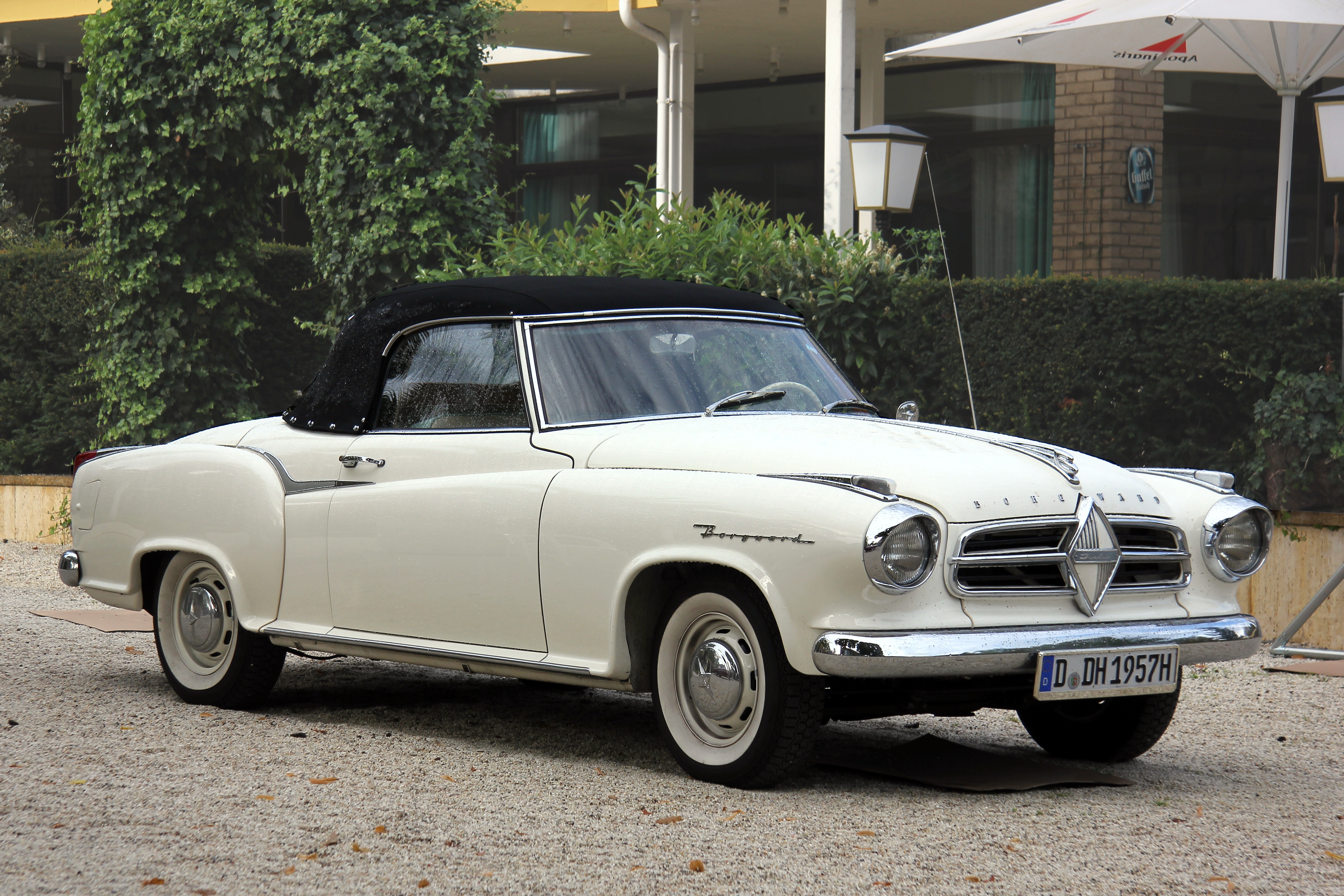
Coupé-Cabriolet
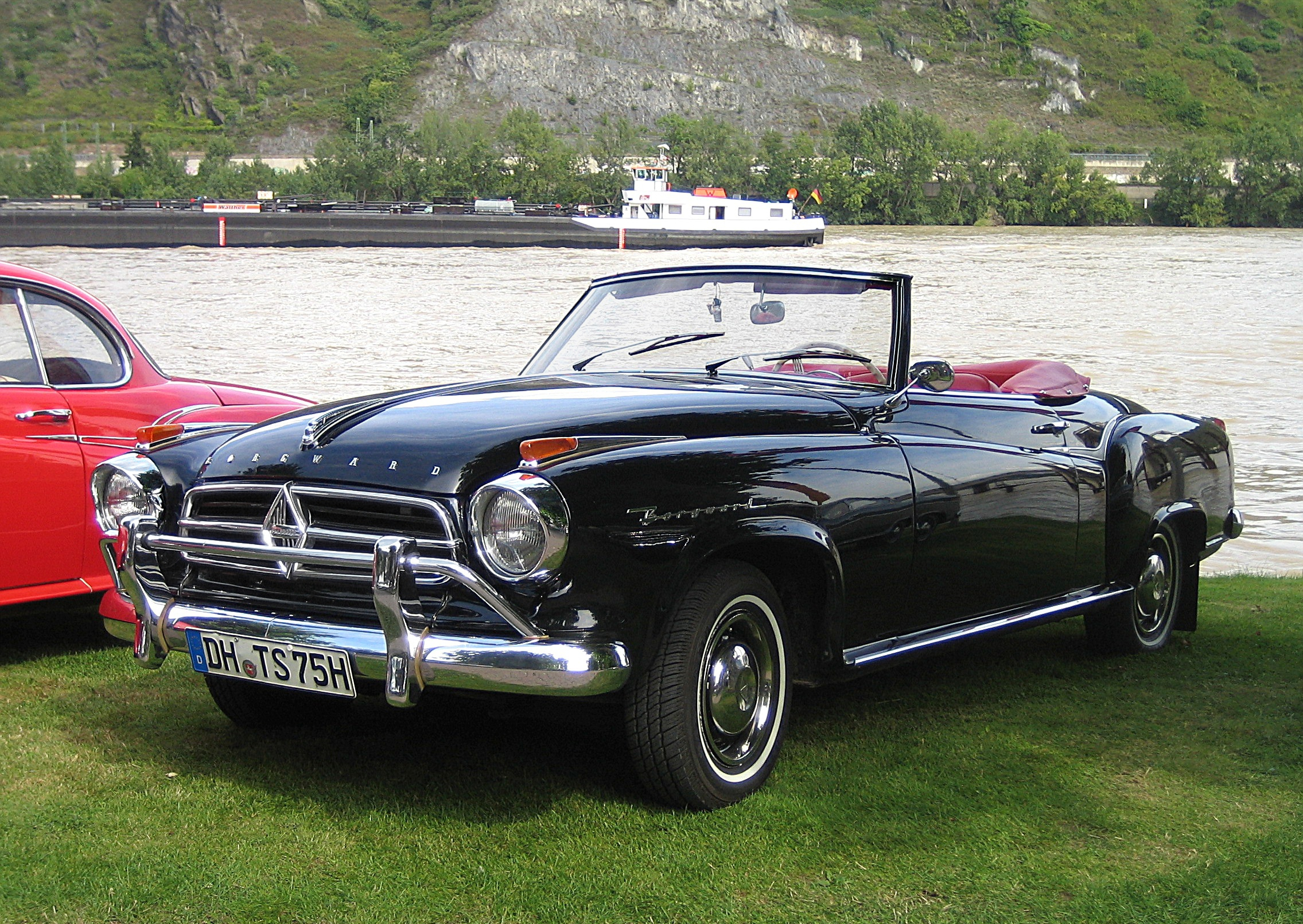
Kleiner Rhombus ab August 1958
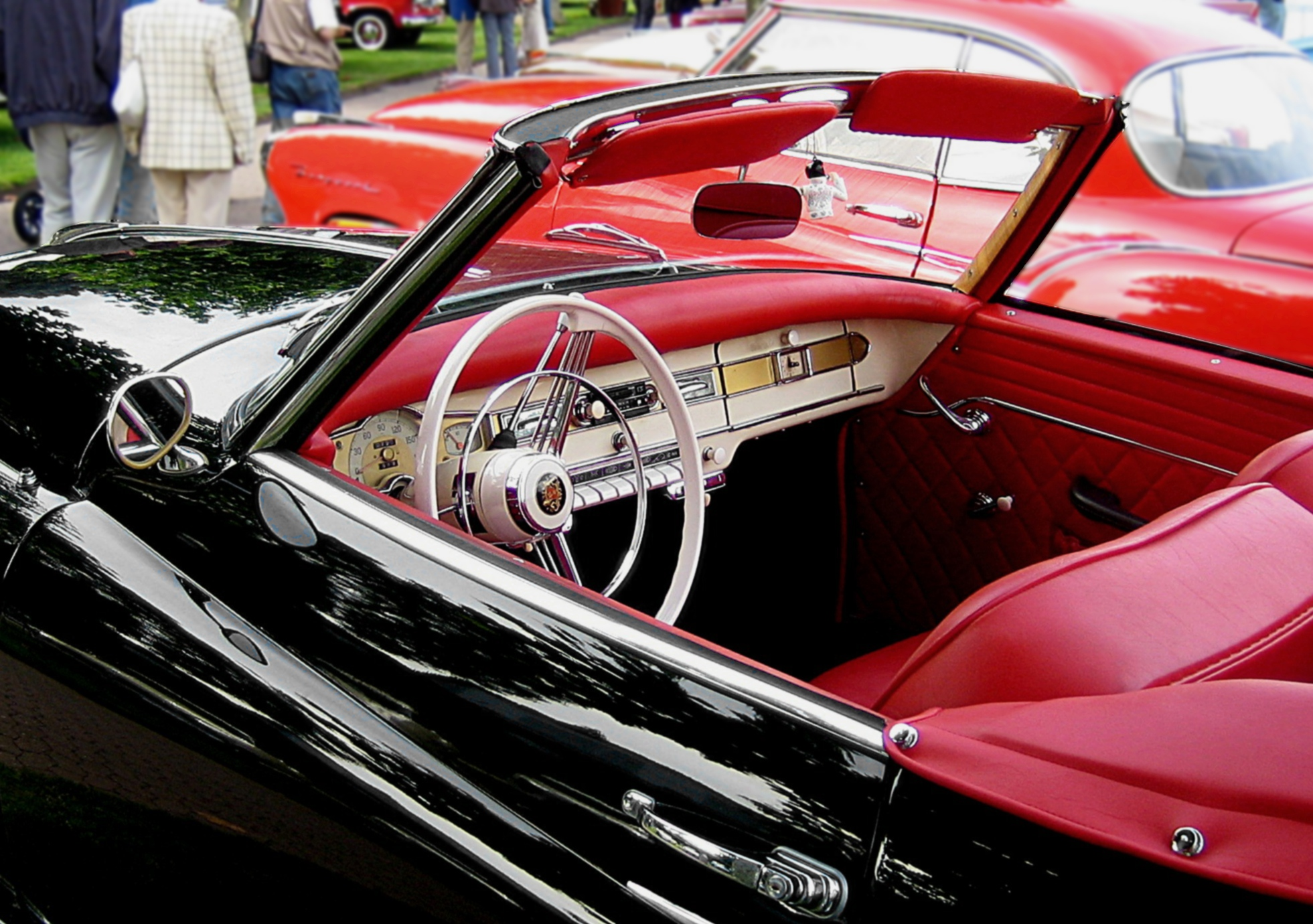
Coupé und Coupé-Cabriolet mit rundem Tacho
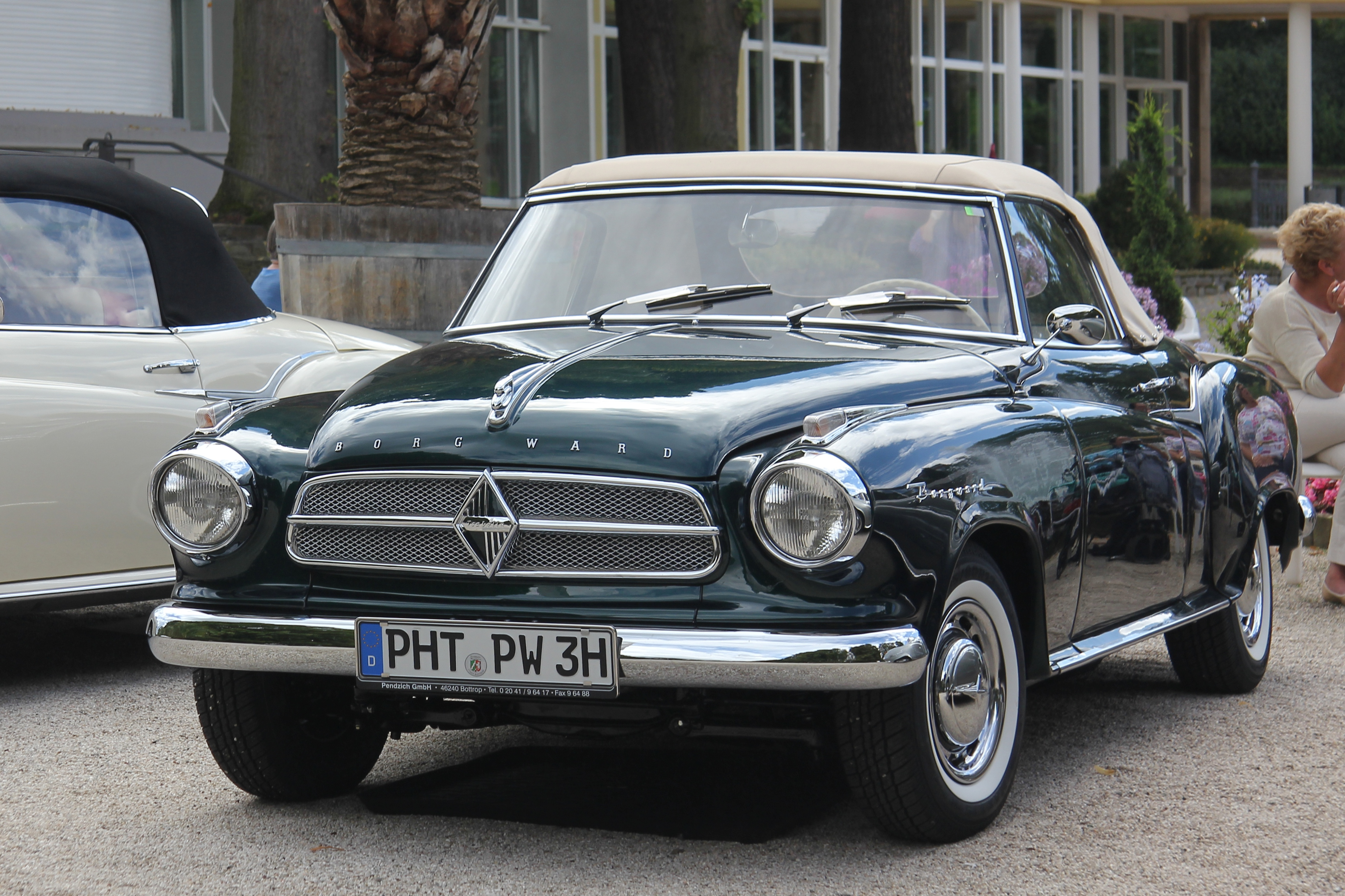
Baujahr 1961 mit Ziergitter im Kühlergrill

### Borgward Isabella Pick-up
Ausschließlich für den Export, vor allem in die USA, wurde ein Pick-up produziert.

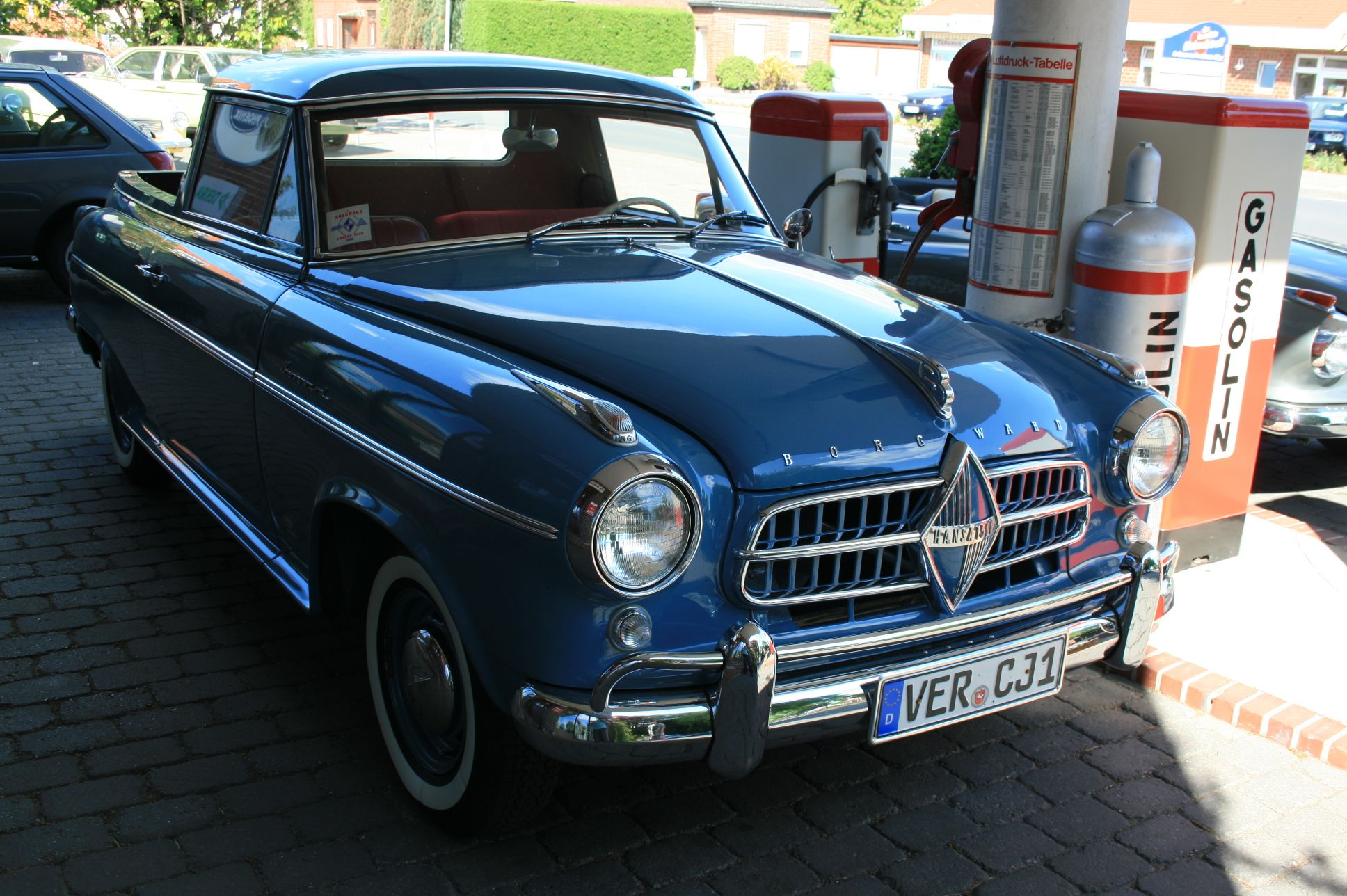
Borgward Isabella Pick-up
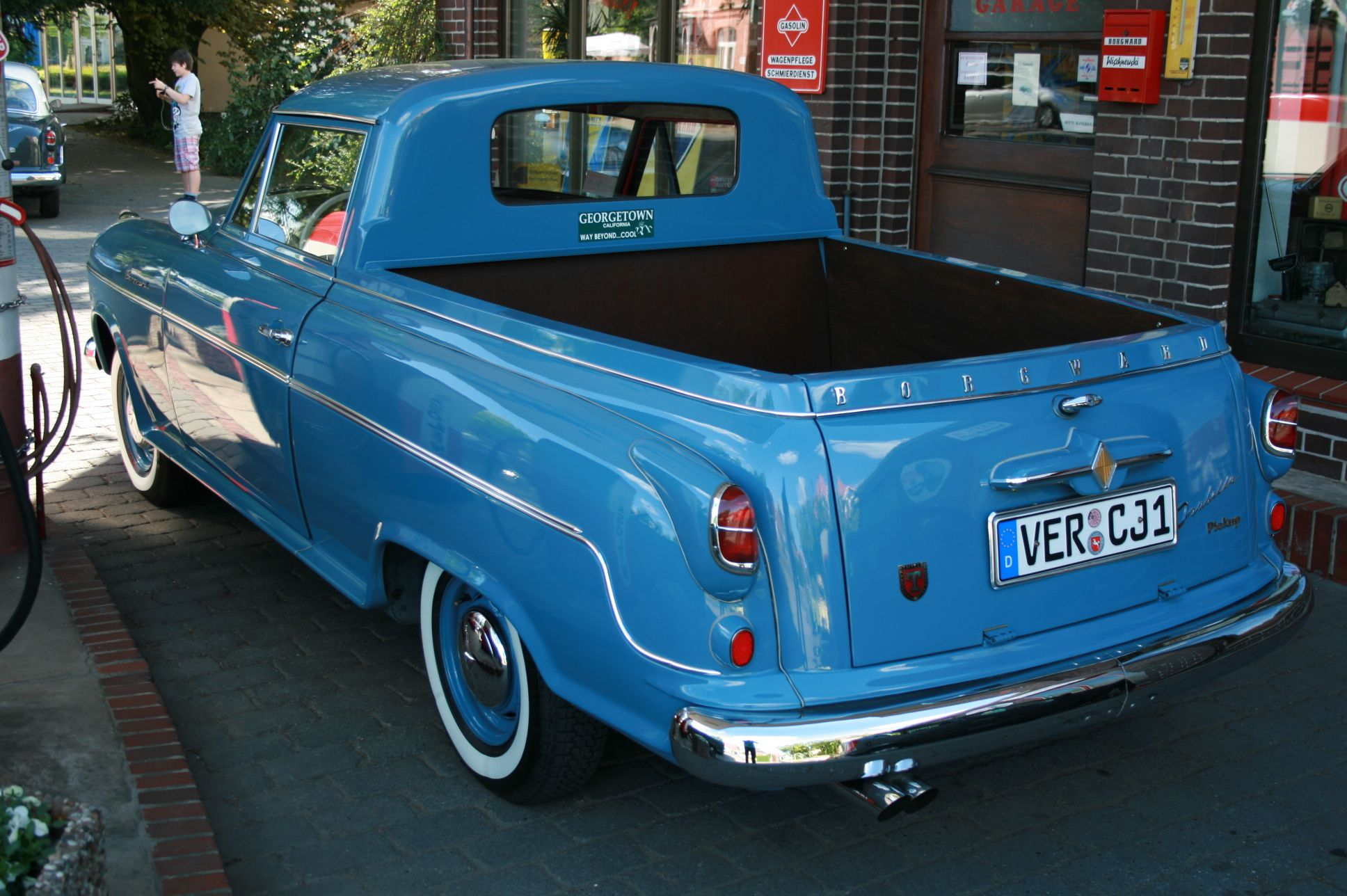
Heckansicht

### Polizeifahrzeug und Taxi
Die Bremer Polizei setzte die Isabella als Streifenwagen ein, die hessische Polizei unter anderem in Frankfurt am Main auch als Geschwindigkeitsmesswagen.
Als Taxi war die nur zweitürig lieferbare Isabella kaum geeignet. Bekannt sind allerdings zwei viertürige Umbauten, von denen einer unter anderem beim Borgward-Treffen 2014 in Bad Neuenahr zu sehen war. 
Der zum Treffen angereiste Wagen war 1960 gebaut worden; 1986 kaufte ihn Kfz-Meister Wilhelm Johaentges aus Schweich-Issel in desolatem Zustand, restaurierte ihn im Laufe der nächsten vier Jahre und gestaltete ihn zum viertürigen Taxi.

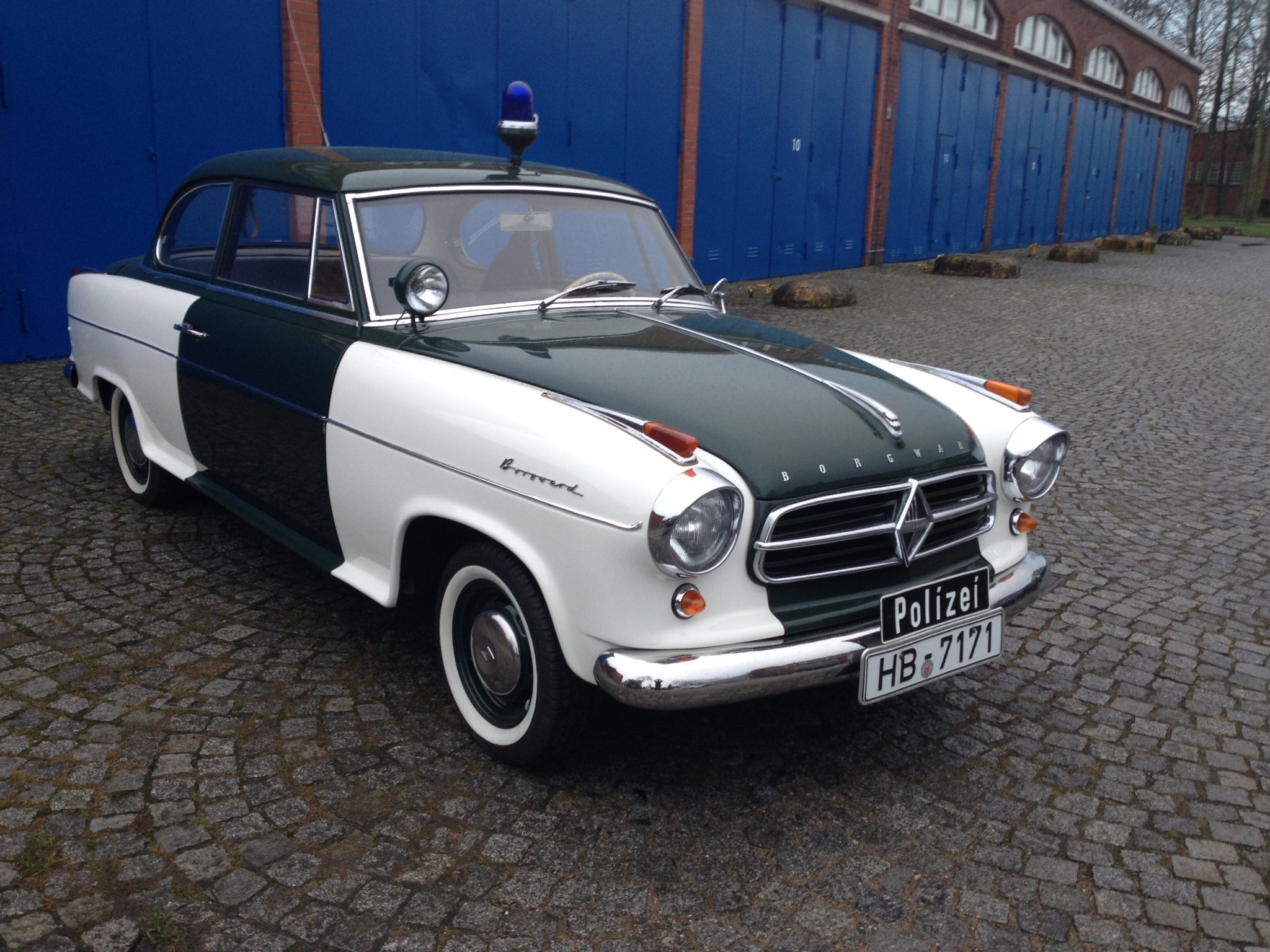
Borgward Isabella in der Ausführung als Streifenwagen der Polizei Bremen
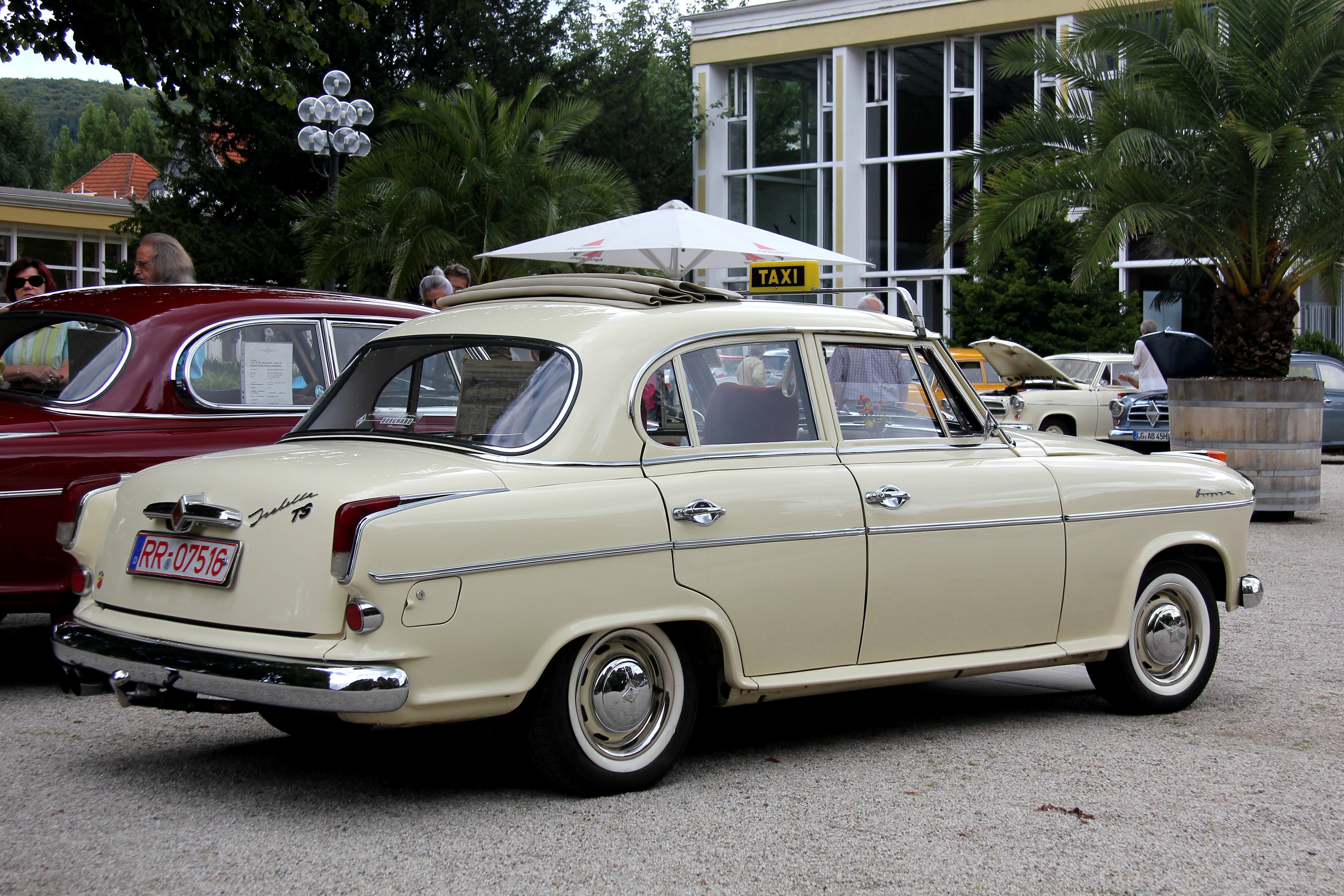
Isabella-Taxi mit vier Türen

### Isabella-Prototyp von Walter Schätzle
Nach dem Konkurs von Borgward im Jahr 1963 kaufte der ehemalige Borgwardhändler Walter Schätzle (1928–2021) aus Oberhöchstadt im Taunus Ersatzteile der Isabella, die er nicht nur zur Reparatur vorhandener Wagen brauchte, sondern aus denen er auch Neufahrzeuge baute. Außerdem entwickelte er einen Prototyp, der lediglich in der Dachpartie und mit den Seitenfenstern der bis dahin bekannten Isabella glich. Die Front war mit Doppelscheinwerfern des Fiat 1500 sowie geändertem Kühlergrill und das Heck in der Art des großen Borgward P 100 völlig verändert. Insgesamt hatte der Wagen eine eigenständige, dem Zeitgeschmack entsprechende Form, jedoch ohne die damals noch modischen Heckflossen. Der Entwurf des Hecks mit Bauteilen des P 100 stammte von Hans-Ulrich von Mende.

## Technische Daten
| Fahrzeugtyp:                 | Borgward Isabella | Borgward Isabella TS |
| ---------------------------- | --- | --- |
| Bauzeit                      | 06/1954 bis 09/1961 | 09/1955 bis 09/1961 |
| Motor:                       | Vierzylinder-Viertakt-Reihenmotor; wassergekühlt, hängende Ventile über Stoßstangen und Kipphebel betätigt, seitliche Nockenwelle, dreifach gelagerte Kurbelwelle, ein Fallstromvergaser Typ Solex 32 PJCB (TS: 32 PAITA) | Vierzylinder-Viertakt-Reihenmotor; wassergekühlt, hängende Ventile über Stoßstangen und Kipphebel betätigt, seitliche Nockenwelle, dreifach gelagerte Kurbelwelle, ein Fallstromvergaser Typ Solex 32 PJCB (TS: 32 PAITA) |
| Hubraum:                     | 1493 cm³ | 1493 cm³ |
| Bohrung × Hub:               | 75 × 84,5 mm | 75 × 84,5 mm |
| Verdichtung:                 | 7 : 1 | 8,2 : 1 |
| Leistung bei 1/min:          | 44 kW (60 PS) bei 4700 | 55 kW (75 PS) bei 5200 |
| Max. Drehmoment bei 1/min:   | 108 Nm bei 2400 | 114 Nm bei 3000 |
| Getriebe:                    | 4-Gang-Getriebe mit Lenkradschaltung (Hinterradantrieb) | 4-Gang-Getriebe mit Lenkradschaltung (Hinterradantrieb) |
| Radaufhängung vorn:          | 2 ungleich lange Dreiecksquerlenker, Schraubenfedern, Teleskopstoßdämpfer, Stabilisator | 2 ungleich lange Dreiecksquerlenker, Schraubenfedern, Teleskopstoßdämpfer, Stabilisator |
| Radaufhängung hinten:        | Pendelachse mit Schubstreben, Schraubenfedern, Teleskopstoßdämpfer | Pendelachse mit Schubstreben, Schraubenfedern, Teleskopstoßdämpfer |
| Lenkung:                     | ZF-Rollenlenkung | ZF-Rollenlenkung |
| Bremsen:                     | Trommeln (vorn Duplex) | Trommeln (vorn Duplex) |
| Karosserie:                  | selbsttragende Ganzstahlkarosserie | selbsttragende Ganzstahlkarosserie |
| Radstand:                    | 2600 mm | 2600 mm |
| Maße L × B × H:              | 4390 × 1705 × 1480 mm (ab August 1958: 4400 × 1760 × 1500 mm) | 4390 × 1705 × 1480 mm (ab August 1958: 4400 × 1760 × 1500 mm) |
| Leergewicht (ohne Fahrer):   | 1040 kg (TS: 1060 kg) | 1040 kg (TS: 1060 kg) |
| Höchstgeschwindigkeit:       | 135 km/h | 150 km/h |
| Beschleunigung 0 – 100 km/h: | 25 s | 19 s |
| Verbrauch auf 100 km:        | 8 bis 10 Liter Normalbenzin | 8 bis 10 Liter Superbenzin |

## Isabella im Motorsport
Von Anfang an setzte Borgward die Isabella im Motorsport ein. Bei der Carrera Panamericana im Oktober 1954 startete Adolf Brudes mit dem serienmäßigen 60-PS-Motor in der Klasse der „Europäischen Tourenwagen bis 2 Liter Hubraum“, in der das Werksteam von Alfa Romeo mit mehreren 110 PS starken „1900 TI“ antrat. Außerdem fuhren sieben VW Käfer mit 30-PS-Motor mit. Entsprechend dem Kräfteverhältnis belegte Brudes den sechsten Platz hinter fünf Alfa Romeo und vor den VW-Käfern, die allesamt die 3.070 km lange Strecke schafften. Brudes fuhr das Rennen mit einem Durchschnitt von 113 km/h. Auch in den folgenden Jahren war die Isabella mit leistungsgesteigerten Motoren bei Tourenwagenrennen zu sehen, unter anderem im Rahmenprogramm des Großen Preises von Europa am 6. August 1961 auf dem Nürburgring mit Jochen Neerpasch und Robert Franz (Pseudonym) am Lenkrad.

## Ende der Produktion
1961 wurde die Borgward-Gruppe insolvent. Viele Fahrzeuge standen auf Halde; trotzdem blieb die Isabella bis 1962 in Produktion. Bis zum Produktionsende wurden insgesamt 202.862 Stück gebaut.
Im Mai 1961 lief die 200.000 Isabella vom Band.
| Jahr      | 1954   | 1955   | 1956   | 1957   | 1958   | 1959   | 1960   | 1961  | 1962 | Summe       |
| --------- | ------ | ------ | ------ | ------ | ------ | ------ | ------ | ----- | ---- | ----------- |
| Limousine | 11.298 | 24.573 | 17.527 | 22.409 | 20.160 | 27.139 | 25.839 | 6.989 | 19   | 155.953     |
| Combi     |        | 1.760  | 3.129  | 7.327  | 7.199  | 8.480  | 7.242  | 2.205 | 4    | 37.346      |
| Coupé     |        |        | 4      | 1.115  | 2.351  | 2.622  | 3.039  | 406   |      | 9.537       |
| Cabriolet |        |        |        |        |        |        |        |       |      | (ca. 1.000) |
| Summe     | 11.298 | 26.333 | 20.660 | 30.851 | 29.710 | 38.241 | 36.097 | 9.600 | 23   | 202.813     |

Es wurden ca. 1000 Limousinen und etwa 20 Coupés zu Cabriolets umgebaut. 1955 begann das Karosseriewerk Karl Deutsch mit dem ersten Cabrioletumbau. Umbauten von Beeskow wurden ins offizielle Isabella-Vertriebsprogramm aufgenommen und bis Spätsommer 1961 gebaut.
Die Produktionsanlagen wurden nach Mexiko verkauft, wo im Laufe der 1960er-Jahre noch einige dieser Fahrzeuge hergestellt wurden. Die Position der Isabella auf dem Markt füllte BMW ab 1961 mit dem BMW 1500 aus.
Zwischen 1960 und etwa 1963 entstanden bei Dinborg, einem argentinischen Gemeinschaftsunternehmen mit der staatlichen DINFIA, wohl insgesamt 999 zweitürige Isabellas.

## Konzeptfahrzeug aus dem Jahr 2017

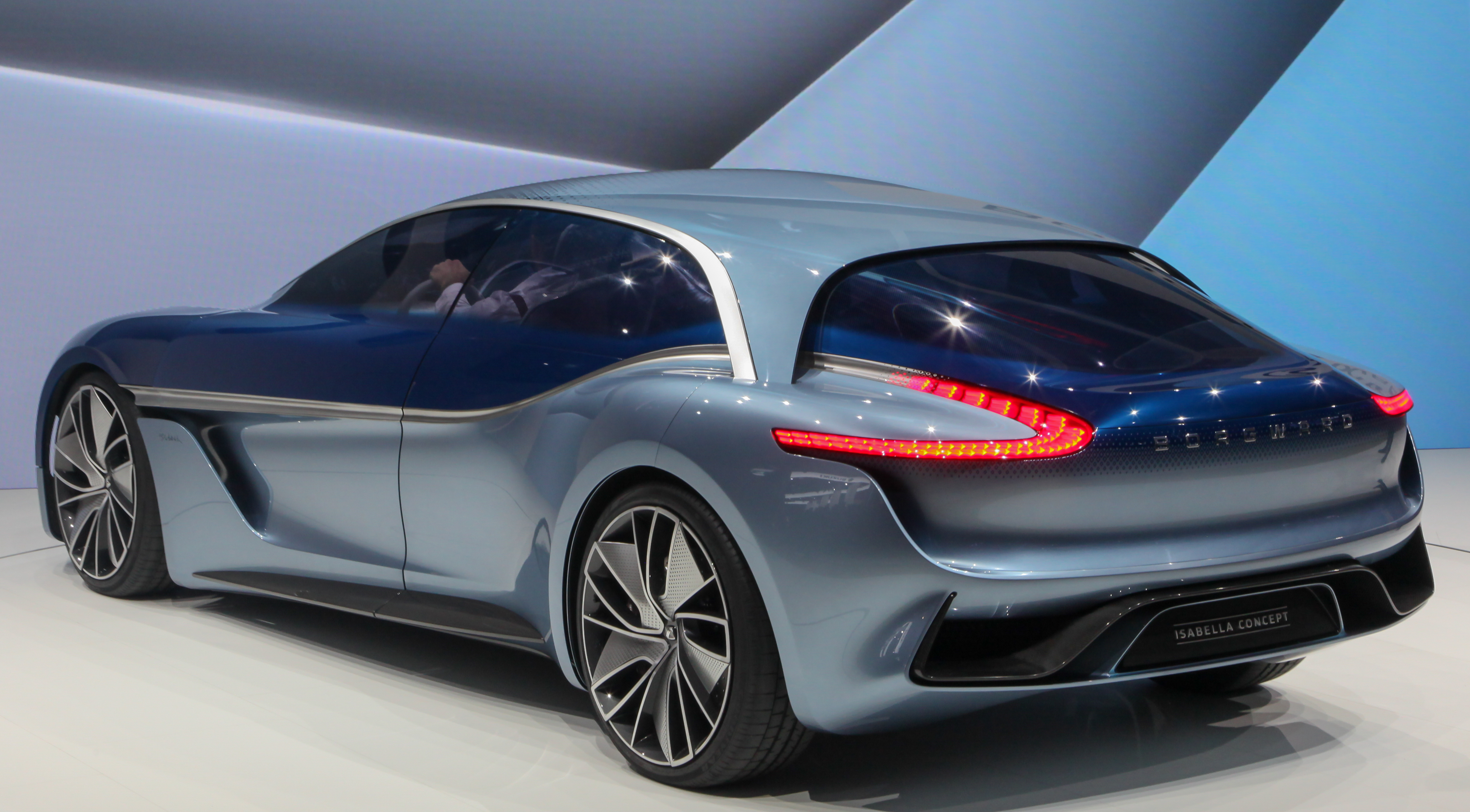
Borgward Isabella Concept auf der IAA 2017

Nachdem der chinesische Hersteller Beiqi Foton Motor 2014 die Namensrechte an Borgward erhalten hatte, wurden ab 2016 neue Fahrzeuge unter dem Namen Borgward in China gebaut. Auf der IAA im September 2017 stand ein viertüriges Konzeptfahrzeug als Borgward Isabella.